# Cavalls de Sant Marc
Els Cavalls de Sant Marc són un conjunt escultòric romà compost per quatre cavalls de bronze que originalment formaven part d'una quadriga. És l'únic original d'aquest tipus que es conserva al món. La seva ubicació original era a Constantinoble (actual Istanbul, a Turquia), ciutat de la qual van ser saquejats l'any 1204 durant la Quarta Croada i posteriorment traslladats a la llotja de la façana principal de la basílica de Sant Marc, a Venècia (actual Itàlia). El 1797, al final de les guerres de la primera coalició contra la França revolucionària, els cavalls van ser portats com a trofeu de guerra a París, per ser retornats a Venècia el 1815 després de la derrota francesa. Avui dia se n'exposen rèpliques a la façana de Sant Marc, mentre que els originals són custodiats al museu de la mateixa basílica.
Els Cavalls de Sant Marc són una obra d'art icònica que simbolitza la victòria i el fet que diverses vegades hagin estat emprats com a botí de guerra reforça aquesta interpretació. La manera que s'exposaren els cavalls a Venècia fou semblant a la que ho feren, amb obres similars, altres ciutats italianes com Pavia, Roma, Florència i Pisa. Si bé els cavalls són un símbol de poder, també són apreciats per les seves qualitats estètiques: al llarg de la seva història han sovintejat els debats sobre el seu origen i la seva valoració com a obra d'art. A més a més, la seva influència en el desenvolupament de la cultura occidental ha estat especialment important, com és palès en les escultures, medalles i pintures creades per nombrosos artistes de renom. Al llarg dels segles han estat reproduïts per una successió d'artistes, inclosos Gentile Bellini, Vittore Carpaccio, Canaletto, Francesco Guardi, Turner, Bonington, Whistler o Walter Sickert. D'altres, com ara Pisanello, Donatello, Verrocchio, Leonardo da Vinci i Antonio Canova els han reinterpretat en les seves obres pictòriques i escultòriques.

## Descripció

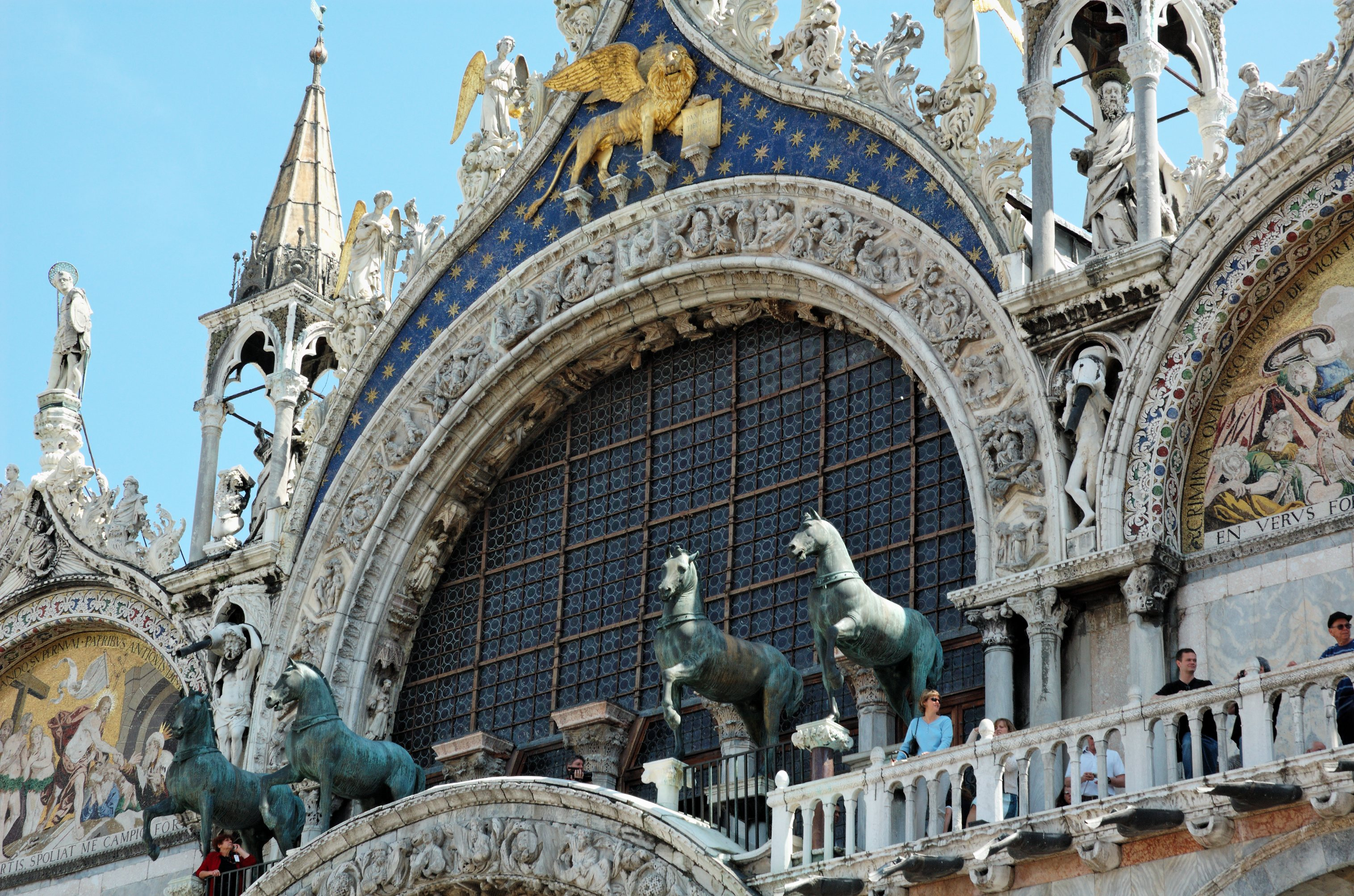
Vista frontal de la rèplica dels cavalls a la llotja de la basílica de Sant Marc

Els cavalls tenen un gran realisme, tant pel seu aspecte físic com per la seva posició. Les figures estan disposades en dos parells i amb un ampli espai entre ambdós conjunts. Cadascun dels cavalls mira cap al seu veí immediat, i es mostren avançant a mig pas, amb una orella girada cap endavant i l'altra cap al darrere, com si estiguessin atents al conductor de la quadriga. Les fosses nasals són escarpades i la posició del cap mostra un animal altiu i orgullós. La composició general els fa aparèixer com a cavalls ben entrenats i ben cuidats, amb detalls com les traces d'haver portat brides en origen, atès que el contorn d'aquests guarniments està perfectament definit: l'espai que ocupaven no té el recobriment daurat de la resta de la figura i el seu límit està netament definit a la superfície daurada.
Malgrat el realisme de l'escultura, les obres presenten algunes distorsions. Les dimensions de les escultures són majors que les dels cavalls reals de l'època en què es van crear. La creu dels cavalls té una alçada d'1,71 metres, mentre que a l'antiguitat pocs cavalls reals superaven el metre i mig.
L'estil de l'obra té convencions artístiques gregues i romanes. La crinera és curta d'acord amb l'estil grec, però el cos és fort i robust seguint el costum romà d'alimentar als cavalls perquè fossin grossos. Cadascun dels ulls dels cavalls té una incisió en forma de mitja lluna a fi i efecte de crear-hi un efecte de lluentor —una tècnica que només aparegué a l'art romà d'ençà del segle ii o segle iii. Les orelles, molt estilitzades, no representen membres reals i són més aviat similars a les del cavall de Marc Aureli al Capitoli.
El tipus de falsejament de les proporcions dels cavalls, amb el coll i les potes massa llargues amb relació a la resta de proporcions, indiquen que van ser creats de bon principi per ser exposats a una alçada considerable, potser en el context d'un arc de triomf. Aquesta mena d'encàrrecs només podien ser ordre d'un rang social com el d'emperador. Una de les hipòtesis més raonables és que l'emperador Septimi Sever, un cop va conquerir Bizanci l'any 195 dC, va fer incloure la construcció d'un arc triomfal i una quadriga daurada dins dels seus plans de remodelació de la ciutat. Bizanci era una ciutat de cultura grega on es podien trobar artesans hàbils per fer una obra d'aquesta envergadura. Puix que sabien que la quadriga seria daurada, van prendre la decisió de fer-la en coure. L'autoria de l'obra, tanmateix, roman en l'anonimat.

## El naixement del símbol

### Els carros de guerra de quatre cavalls
Les bigues, trigues i quadrigues eren carros de dues rodes amb dos, tres o quatre cavalls de front guiats per un auriga i utilitzats en competicions esportives i en la guerra. Les quadrigues ja apareixien en els inicis de la literatura clàssica grega, com per exemple a la Ilíada, obra en la qual tant Hèctor, campió de Troia, com Aquil·les, heroi dels grecs, conduïen quadrigues. A partir de l'any 680 aC les curses de quadrigues van aparèixer en la celebració dels Jocs Olímpics i altres competicions esportives de la Grècia antiga, i es van començar a utilitzar escultures de quadrigues com a monuments commemoratius per als guanyadors dels jocs.
Pel fet que el manteniment de quatre cavalls era molt costós, participar en aquest tipus de curses era un senyal de riquesa i conferia un gran prestigi. A la Grècia i Roma clàssiques, quan es disposaven quatre cavalls enfront del carro de guerra, sempre ho feien arrenglerats en una única filera, no en dues com seria molt més eficient. La tracció del carro la proporcionaven els dos cavalls centrals, units per un jou, el qual estirava el carro mitjançant la llança, mentre que els dos cavalls exteriors només estaven lligats per brides.
Els grecs van passar aquesta tradició a les cultures properes, com els etruscs i aquests la passaren als romans. Els etruscs van iniciar el costum que el comandant victoriós fes una desfilada a la seva ciutat natal conduint una quadriga, mentre que els romans van limitar aquesta pràctica únicament a l'emperador.

### La divinització de l'emperador

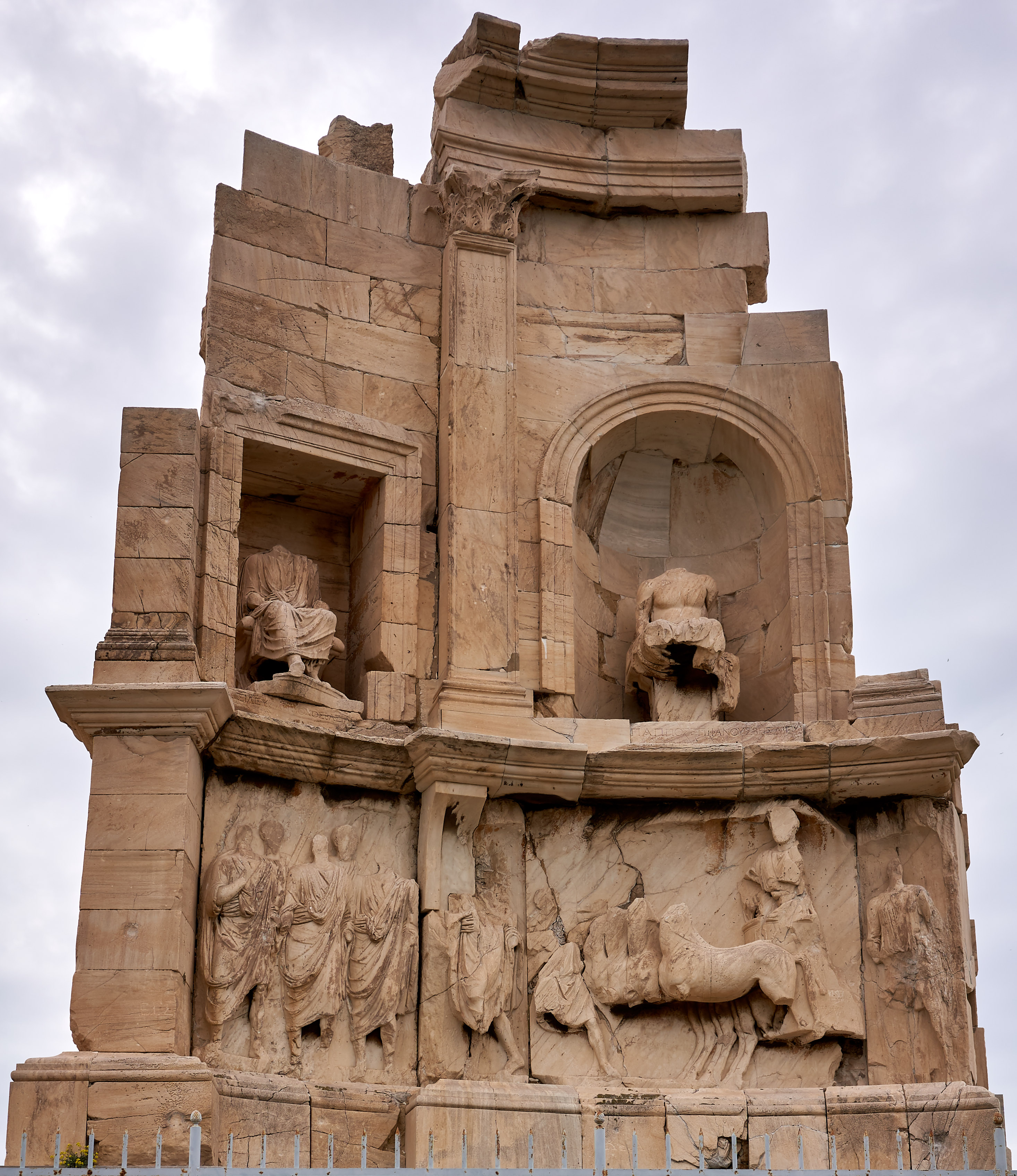
Monument a Filopap a Atenes

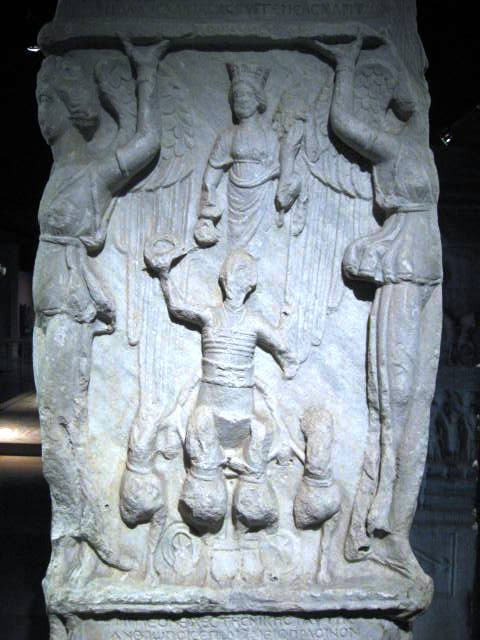
Estàtua erigida a l'hipòdrom en honor a Porphyrios, famós conductor de quàdrigues

En l'antiguitat clàssica, la divinització del sobirà té en el seu origen en Alexandre el Gran, el qual, un cop va derrotar Darios III el 331 aC, va adoptar el costum persa de considerar el regent com a un Déu. Per influència grega, els primers emperadors romans van començar a ser considerats divinitats. La pràctica de representar l'emperador com a déu-sol sembla que va ser introduïda per la dinastia armènia hel·lenitzada dels oròntides, la quan regnava sobre la regió de Commagena, situada a l'Anatòlia oriental, actualment situada al sud-oest d'Armènia i nord de Síria. Un cop annexada la regió a l'Imperi Romà de forma pacífica, l'any 72 dC el seu rei Antíoc IV va ser conduït a Roma junt amb la seva família. S'integraren bé a la societat romana i Filopap, net del rei, fou nomenat cònsol i magistrat honorari a Atenes l'any 109 dC.
Quan morí Filopap, entre els anys 114 i 116 dC, es va erigir un gran mausoleu en un turó d'Atenes. El monument de Filopap mostra dos caràcters de Filopap, cadascun dels quals amb característiques pròpies i que proposen interpretacions diferents. En la capella central del nivell superior està representat com a ciutadà romà, dotat d'un to digne i senatorial. Però en el conjunt escultòric situat al nivell inferior central es mostra Filopap conduint una quadriga, aixecant el braç dret i amb raigs solars sortint del seu cap. La seva representació és la d'un ésser diví, descendent de reis i herois.
La influència del monument va ser gran, perquè el tema fou adoptat pels mateixos emperadors romans. L'any 170 dC els relleus de l'altar antonià d'Efes mostren a l'emperador Trajà ascendint al cel en una quadriga. Caracal·la es representaria a si mateix com el sol conduint una quadriga. L'emperador Constantí I el Gran va continuar aquesta tradició, com es pot veure en l'arc de triomf construït en el seu honor pel senat romà l'any 315. El relleu mostra l'entrada cerimonial de l'emperador a la ciutat de Roma, conduint en una quadriga d'or, després de derrotar el seu rival Maxenci en la batalla del Pont Milvi.
L'emperador Constantí va refundar la ciutat de Bizanci (actualment Istanbul, a Turquia), rebatejant-la com a Constantinoble ('ciutat de Constantí') i declarant-la la Nova Roma. Va fer-hi construir l'hipòdrom de Constantinoble, un hipòdrom a imitació del Circ Màxim de Roma, que fou inaugurat en el mes de maig de l'any 330. Entre els diferents esdeveniments programats, destacà la desfilada d'una quadriga d'or portant la figura daurada de l'emperador, mostrat com a déu-sol i duent una petita estàtua de Tique, la deessa de la bona fortuna. Aquest costum es mantingué durant dos-cents anys en l'aniversari de la inauguració; mentre no s'usava, la quadriga s'exposava al Mílion, un mil·liari monumental al costat de l'hipòdrom. L'estreta relació entre l'emperador i les quadrigues es feia palesa quan el públic aclamava el conductor de la quadriga guanyadora com si fos l'emperador.

### Entreteniment popular
Les curses de carros es van incorporar com un element més dels jocs del circ romà. Era una de les atraccions preferides pel públic, i es van celebrar fins ben entrada l'antiguitat tardana. A l'Imperi Romà d'Occident s'organitzaven curses de carros tant a Roma com a Milà, residència imperial durant el segle iv. El rei ostrogod Teodoric el Gran (455-526) no mostrava cap entusiasme per les curses de carros, però les considerava necessàries per finançar l'afició favorita del poble, l'espectacle d'homes i cavalls formant els equips Verd, Blau, Blanc i Vermell, desafiant-se mútuament a recórrer sis voltes a l'hipòdrom. Contràriament, el papa Fèlix IV (526-530) va condemnar el clergat de Ravenna per demostrar massa interès en l'entreteniment circense, el qual, deia, danyava les seves ànimes. A l'Imperi Romà d'Orient, les curses de carros es van celebrar fins a l'any 1200.

## Hipòtesis sobre el seu origen

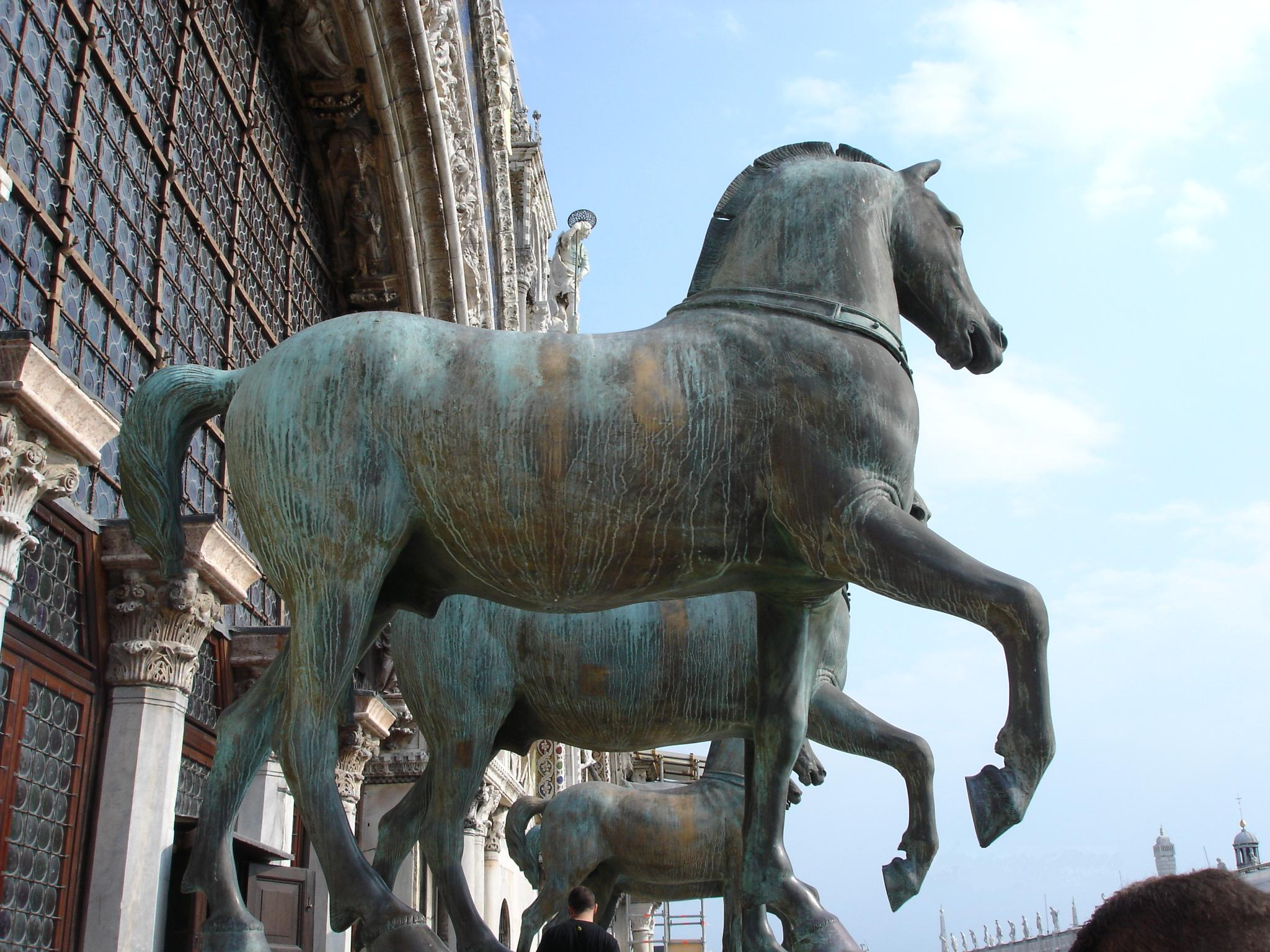
Rèplica dels cavalls a la llotja de la façana occidental de la basílica de Sant Marc

Al llarg de la història s'ha atribuït l'origen dels cavalls a diverses èpoques i procedències, des de la Grècia clàssica, el període hel·lenístic i a diversos moments de l'època imperial romana. La primera vegada que es documenten de forma unívoca és en una carta de Francesco Petrarca de l'any 1364, quan els cavalls ja es troben a la basílica de Sant Marc. A partir d'aquell moment, diversos autors van anar proposant orígens diferents. Entre el segle xiii i el segle xvii, s'establiren diverses teories sobre l'origen dels cavalls. Inicialment es considerava que eren una obra de l'escultor grec clàssic Lísip i que originalment estaven instal·lats a la ciutat de Rodes; una altra possibilitat era que els cavalls formaven part d'una quadriga destinada a ser ubicada en l'arc triomfal d'un emperador romà, probablement Neró; i la tercera alternativa es decantava que havien estat saquejats de l'illa grega de Quios per part de l'emperador romà d’orient Teodosi II, cap a la meitat del segle v. Al marge del seu origen concret, es creia que en primer lloc els cavalls s'havien traslladat a Roma abans de ser enviats a Bizanci per part de l’emperador romà Constantí. Totes aquestes hipòtesis eren producte d'un estudi poc profund, i on es barrejaven escrits antics i llegendes populars.
El pas del temps va incorporar noves veus. En el segle xviii, Johann Joachim Winckelmann atribuïa la seva creació a l'època de Neró, en el segle i. En el segle xix, arran de l'increment de la notorietat dels cavalls a partir del seu trasllat a París i posterior tornada a Venècia, s'establiren dues posicions diferents sobre el seu origen. L'historiador italià de l'escultura, Leopoldo Cicognara, assegurava que els cavalls havien estat fosos a Roma, encara que potser per part d'escultors grecs, mentre que l'erudit alemany August Wilhelm von Schlegel defensava que només podien haver estat fets a Grècia.
L'any 1973 es van trobar en l'interior d'un dels cavalls restes de fusta carbonitzada, les quals es va suposar eren residus del foc que el creador de l'escultura havia fet per escalfar els cavalls mentre aplicada la capa de mercuri i or que aportava l'acabat daurat a la superfície. Els resultats de l'anàlisi de carboni 14 a la que foren sotmeses les restes amb l'objectiu de poder datar la seva creació concloïen que les restes pertanyien a l'època del Renaixement, possiblement per una restauració de la capa daurada duta a terme en aquest període.
La data de creació dels cavalls més probable pot estar entre el segle ii i el segle iv. El daurat dels cavalls aplicant una barreja de mercuri i or és una tècnica que va aparèixer en aquest període.
L'estil grec dels cavalls pot explicar-se pel fet que en el segle ii es va iniciar a Roma un interès per la cultura grega conegut com la Segona Sofística, el qual va influenciar l'estil de les figures.

## La creació de l'escultura

### Mètode de la cera perduda indirecta

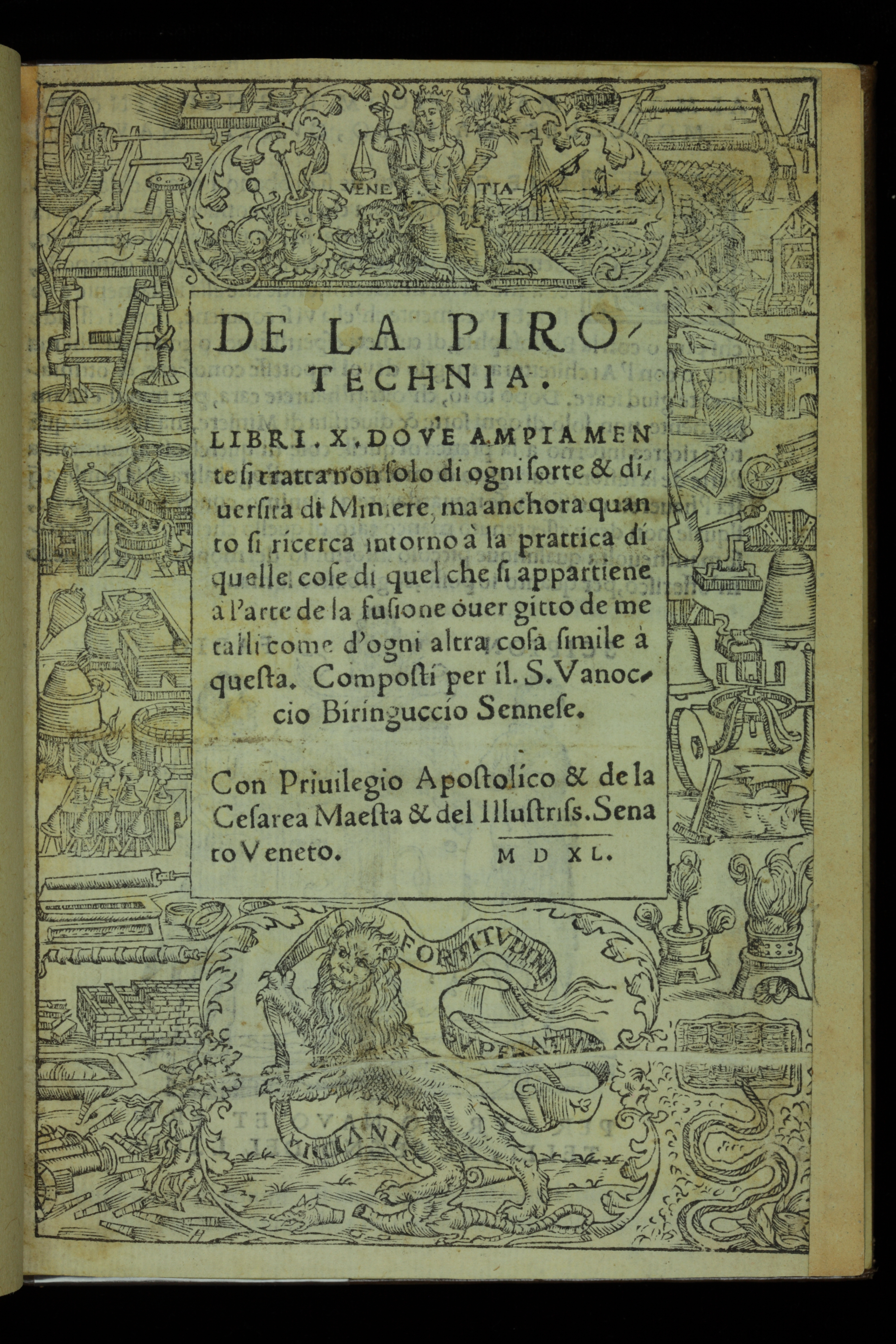
Portada de De la pirotechnia

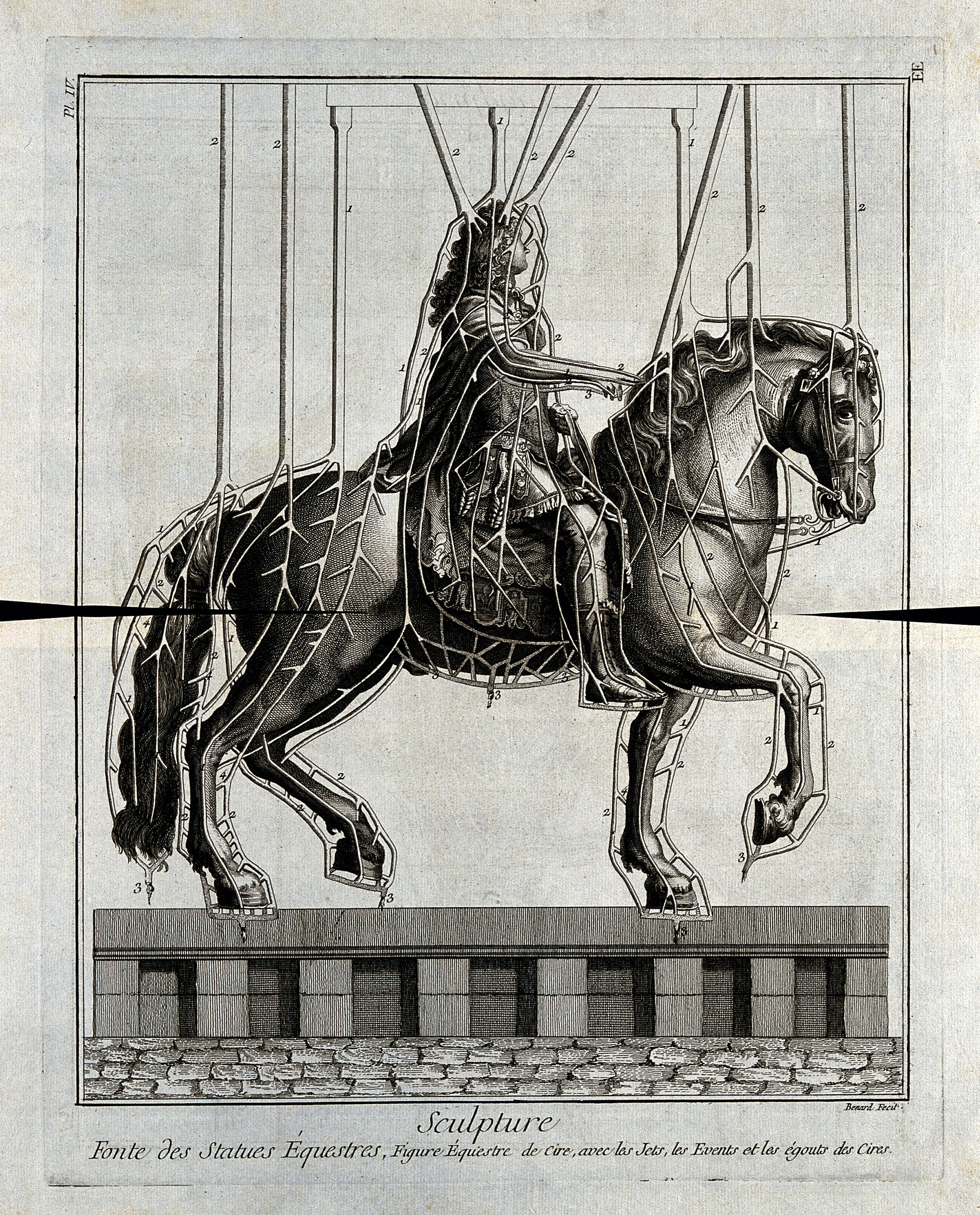
Motlles d'una estàtua eqüestre de Lluís XIV preparats per a la seva fosa en bronze.

A partir d'un examen exhaustiu dels cavalls es pot afirmar que van ser creats utilitzant el mètode de fosa a la cera perduda indirecta, el qual permet fer còpies d'escultures ja existents. Aquesta tècnica va ser inventada a l'edat del bronze, a finals del segon mil·lenni aC, i és descrita pel metal·lúrgic italià Vannoccio Biringuccio en la seva obra De la pirotechnia i per l'orfebre Benvenuto Cellini en Tractat d'escultura.

#### La creació dels motlles
Per crear els motlles primer calia aplicar una capa d'oli i seu (greix sòlid obtingut per fusió dels teixits adiposos dels bòvids) sobre la figura original, amb la finalitat de poder separar posteriorment de forma fàcil el contramotlle o conquilla. Sobre la capa oliosa s'aplicaven successives capes de guix per crear el contramotlle, el qual estava dividit en blocs per facilitar-ne la manipulació. Una vegada fets els blocs, se separaven de la figura original i es tornaven a acoblar per poder crear cadascuna de les peces de fosa. A la superfície interior de cada conjunt de blocs que formaven una peça s'aplicava una capa de cera, mantenint la fidelitat del relleu original. Seguidament, les peces s'omplien amb luto, una barreja de sorra, fems i retalls de roba, i en algunes com el cap i el tronc es reforçava l'interior amb una estructura de barres de ferro per poder col·locar-les verticalment. També s'hi van inserir varetes fetes de cera per reduir el pes.
El contramotlle de guix no podia resistir les altres temperatures del procés, així que aquest es retirava i sobre el motlle fet de luto i cobert de cera s'hi abocava més luto fins que aquest adquiria un bon gruix. Per permetre l'entrada de la colada a cada peça es construïren embuts de fosa i canals d'alimentació, així com les corresponents sortides de fums i de cera fosa. El conjunt es rodejava de parets, amb l'espai intermedi entre figura i paret reblit de terra.

#### Preparació dels motlles
Per tal que els motlles resistissin les altres temperatures del metall fos, prèviament calia endurir-los amb calor. S'encenien focs situats sota l’espai definit per les parets, amb l'objectiu de fondre la cera i que aquesta s'evacués pels conductes corresponents. Tot seguit s'incrementava la intensitat dels focs per un període de diversos dies perquè els motlles adquirissin la duresa necessària.

#### La colada i acabat final
Un cop els motlles s'havien refredat, es retirava la terra que els cobria i se substituïa per pedres calcàries per absorbir la humitat. El següent pas era fondre el metall i que la colada entrés per gravetat pels embuts de fosa i ocupés l'espai deixat lliure per la cera.
Un cop retirat el motlle, les superfícies de coure brillant de la figura presentaven molts forats i cràters. Calia retallar amb cura els límits esglaonats dels cràters i tapar els centenars de forats amb una sèrie de treballs de marqueteria de metall per fer que tota la superfície fos llisa i homogènia. Aquesta feina requeria una infinita paciència i una habilitat excepcional.

### Les peces foses dels cavalls
El mètode de la cera perduda indirecta també s'utilitza per fer reproduccions de models complexos, a partir de dividir-los en peces separades i unint-les posteriorment. Les peces individuals que componien cada cavall foren el cap amb coll, el tronc, la cua, les quatre potes, l'arc dental inferior, l'escrot, el coll davanter i la part davantera de la collera. L'acoblament de les peces es va fer de diverses maneres: les potes primer s'encastaren al tronc i després es soldaren; es va refondre la cua en el seu punt d'unió amb el tronc, mentre que l'escrot es va unir a les altres parts de l'aparell genital refonent la unió, i en alguns cavalls també es va soldar abocant metall fos a l'interior dels testicles a través d'un forat especial dins del tronc. A cada cavall també es va soldar el mos i l'arc dental inferior.
Finalment cada cavall està compost per tres peces acoblades: el cap, el cos i la part davantera de la collera. Aquesta última serveix per ocultar la juntura entre les dues peces principals, ja que aquestes no estan soldades, sinó subjectades mitjançant perns cargolats..

### Aliatge metàl·lic
L'aliatge utilitzat en la colada era coure en un 98% i la resta plom i estany. Habitualment el contingut d'estany de les estàtues oscil·lava entre el 10 i el 20%, perquè aquesta proporció redueix considerablement el punt de fusió i de solidificació de l'aliatge resultant. El coure fon als 1.083 graus centígrads. Treballar amb coure pur requereix augmentar força aquesta temperatura, perquè el metall fos ha d'omplir tots els racons de l'espai entre motlle i contramotlle abans de solidificar. Un aliatge amb un 13% d'estany o un 25% de plom fon als 800 graus, fent més fàcil treballar amb el metall fos. El fet d'usar coure pur es deu a la voluntat de voler que la superfície exterior de l'obra tingui un acabat daurat. Cada cavall pesa 897 quilograms.

### Daurats
En l'antiguitat clàssica no era habitual aplicar una capa daurada a les estàtues. Per afegir una capa daurada a la superfície de l'estàtua s'elaborava una pasta de mercuri i or, la qual s'aplicava a la superfície metàl·lica. Un cop esteses sobre l'obra, s'escalfava, fent desaparèixer el mercuri per evaporació i deixant únicament l'or en el seu lloc; el problema d'aquesta tècnica és que el mercuri reacciona malament amb el bronze. Aquest fet és una indicació que els cavalls es van fer en coure quasi pur perquè des de bon principi es pensava aplicar una capa exterior daurada a base de mercuri. L'examen del daurat dels Cavalls de Sant Marc mostra que es va usar la pasta de mercuri i or per fer un daurat inicial, i que de forma immediata o bé posteriorment es van aplicar a pressió finíssimes làmines d'or, algunes de les quals arribaven als 0,008 mil·límetres de gruix (aplicant fins a quatre capes en una secció de la cua).
Un dels problemes amb les estàtues daurades era l'enlluernament produït a l'observador, causat pels reflexos dels raigs solars. Per reduir i suavitzar la llum reflectida, els daurats es van alleugerir a les parts més exposades al sol, permetent que l'espectador pogués mirar els cavalls sense molèsties. La tècnica usada fou ratllar la superfície amb incisions paral·leles i molt juntes, eliminant la fina capa d'or. Probablement aquesta tècnica era desconeguda a l'antiguitat, i probablement fou aplicada en la primera meitat del Quattrocento per un contemporani de Lorenzo Ghiberti (1378-1455). Ghiberti emprà aquesta tècnica per atenuar la brillantor de les portes del baptisteri de la catedral de Florència.

### La ubicació a Constantinoble

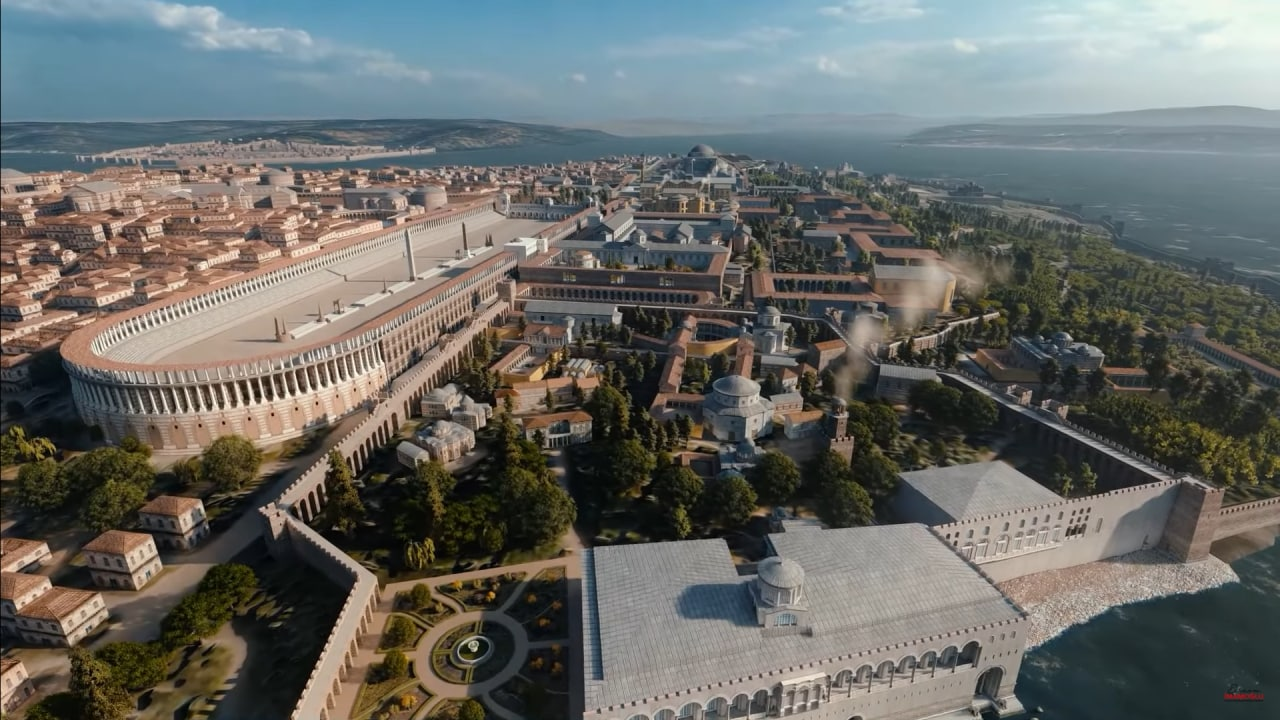
Recreació de l'hipòdrom de Constantinoble

El text romà d'Orient Parastassis Síndomi Khroniké (en català 'Breus cròniques històriques') és un escrit del segle viii que descriu la topografia de Constantinoble i els seus monuments, especialment els d'origen clàssic. El text cita l'existència a la ciutat de tres grups escultòrics de quatre cavalls, encara que és possible que fossin únicament dos conjunts i que un d'ells anés canviant d'ubicació. El conjunt més prestigiós es trobava al monument del Mílion, al costat de l'hipòdrom de Constantinoble on els cavalls estaven exposats conjuntament amb una quadriga daurada. Els altres dos conjunts de cavalls es trobaven al mateix hipòdrom. Sense poder establir-se amb seguretat, es suposa que el conjunt traslladat a Venècia és el que estava instal·lat sobre les portes de sortida dels cavalls. Segons l'historiador romà d'Orient Nicetes Coniata, fou un encàrrec de l'emperador Teodosi II el Jove. No es coneix de ben cert el lloc d'origen dels cavalls; de fet podien provenir de qualsevol lloc, fins i tot de la ciutat de Roma.
L'hipòdrom de Constantinoble es va convertir predominantment en un espai cerimonial, perdent gradualment la seva funció d'espai per carreres de quadrigues; la funció més important era la proclamació dels emperadors, però també s'hi executaven els criminals, se celebraven els triomfs, i les faccions dels Blaus i els Verds topaven per les seves diferències. L'última cursa de carros registrada a Constantinoble va tenir lloc el 1200 i no es va celebrar a l'hipòdrom, sinó al pati del Palau de Blaquernes. Després de 1203, quan el costat oest de l'hipòdrom va cremar durant la Quarta Croada, ja no se celebrà cap cursa més, sinó que l'espai es dedicà a acollir espectacles acrobàtics, focs artificials, actuacions musicals i lluites entre animals exòtics

## La Quarta Croada

### Antecedents
La República de Venècia i l'Imperi Romà d'Orient van iniciar relacions ben aviat; fins i tot la ciutat va passar a formar part de l'Imperi durant les expedicions de l'emperador Justinià I contra els ostrogots a la segona meitat del segle vi. L'any 992 es va establir el primer acord entre Venècia i l'Imperi; la ciutat de l'Adriàtic va obtenir privilegis de comerç a Constantinoble i Abidos de Mísia a canvi de posar a disposició dels romans d'Orient la seva flota; els termes de l'acord, però, indiquen que aquest va ser dictat pels romans d'Orient.
El tractat entre l'Imperi Romà d'Orient i la República de Venècia del 1082 va fer palès que l'equilibri de poder entre les dues parts es decantava a favor dels venecians, concedint-los la capacitat de comerciar per tot l'Imperi sense haver de pagar aranzels. La relació entre el vell imperi i la ciutat que anava incrementant la confiança en si mateixa no era fàcil, i a finals del segle xii es va trencar. L'emperador romà d'Orient Manuel I va voler guanyar territori al regne d'Hongria, embolicant-se en la successió del regne quan el rei Géza II morí l'any 1162. Després de diverses intrigues, acabà ocupant militarment Bòsnia i Dalmàcia, a la costa de la mar Adriàtica. Aquest fet provocà que els venecians sentissin amenaçades les seves rutes de comerç, i a partir d'aquí les accions i reaccions de cada part van anar empitjorant les relacions i s'entrà en una espiral de càstigs, sancions i bloquejos que distorsionaren greument el comerç a la Mediterrània oriental. Finalment, l'emperador romà d'Orient Isaac II Àngel i un grup de representants venecians, entre els quals havia Enric Dandolo, acordaren l'any 1187 tornar a l'statu quo previ, però la desconfiança i la set de venjança ja havien arrelat.

### La Croada

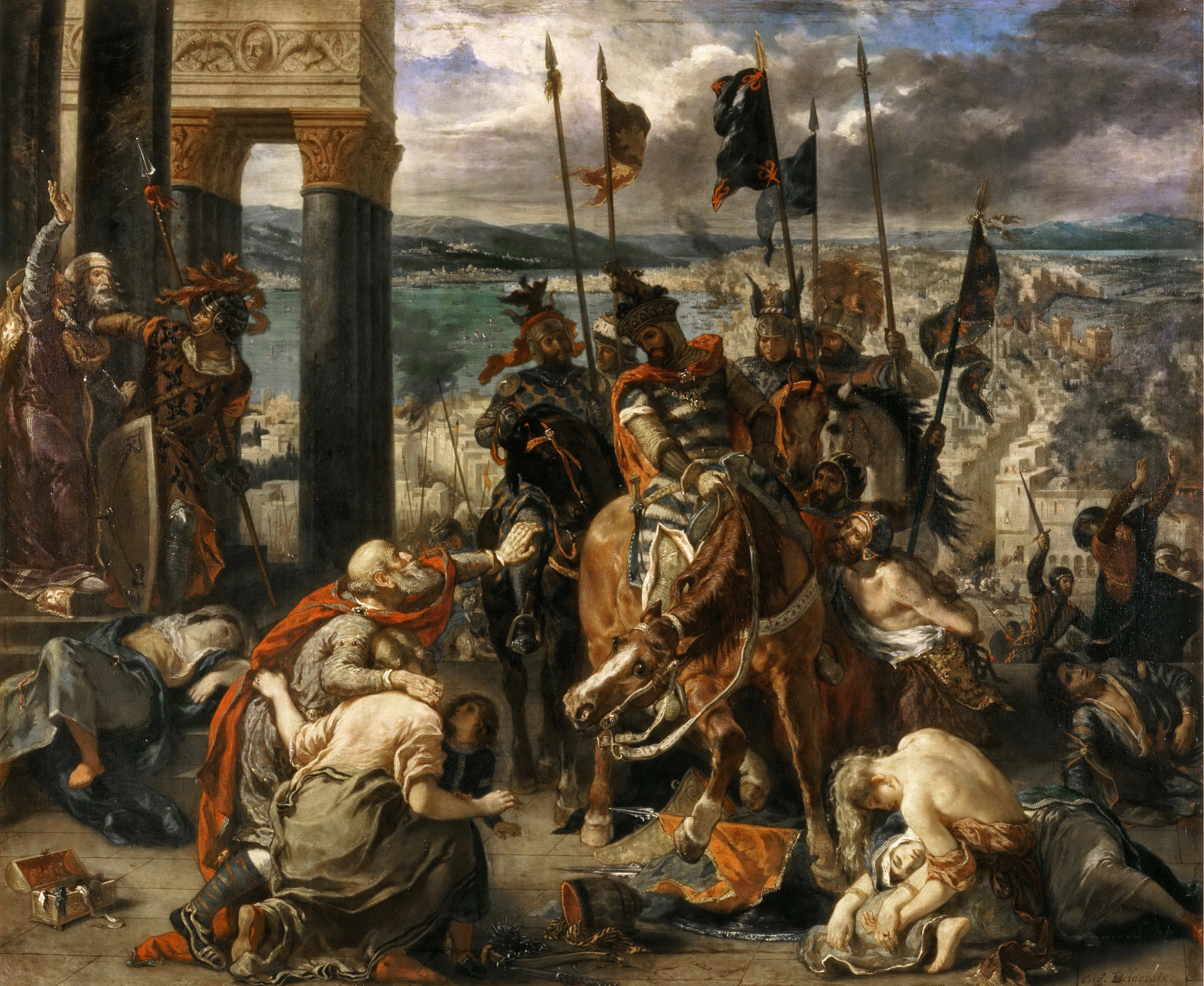
Entrada dels Croats a Constantinoble, pintura de Delacroix

La croada que el papa Innocenci III va anunciar el 1198 per recuperar Jerusalem dels sarraïns va acabar esdevenint una cadena de daltabaixos i despropòsits amb conseqüències nefastes pels romans d'Orient. El 1192 Enric Dandolo, amb vuitanta-cinc anys i cec, havia estat nomenat dux de Venècia el 1192 i mantenia una enèrgica animadversió envers els romans d'Orient. La seva intervenció fou decisiva perquè la croada derivés cap a una desfeta de l'Imperi Romà d'Orient.
El pla inicial de la croada consistia a traslladar als expedicionaris per mar des de Venècia fins a Egipte, i quan aquest hagués estat conquerit, ocupar la ciutat de Jerusalem. Els croats es trobaren que no tenien els recursos necessaris per pagar l'import total del noli als venecians. Enric Dandolo els proposà un ajornament en el pagament del deute si conquerien la ciutat de Zara al regne d'Hongria i la lliuraven als venecians, pretensió que els Croats acceptaren. La ciutat fou capturada el novembre de 1202.
Metre s'assetjava la ciutat adriàtica, el príncep Aleix Àngel, fill del derrocat emperador romà d'Orient, Isaac II Àngel, que havia estat destronat el 1195 pel seu propi germà Aleix III Àngel, exposà als croats la seva intenció de recuperar el tron perdut i els demanà ajuda. A canvi, els oferí diners, contribuir a la Croada en deu mil soldats, el servei de l'armada romana d'Orient per transportar la força expedicionària croada i el retorn a l'obediència a l'Església Catòlica Romana per part de l'Església Ortodoxa Grega.
La proposta del príncep romà d'Orient fou acceptada pels croats i venecians, i la flota arribà a Constantinoble a final de juny del 1203 i iniciaren el setge de la ciutat. L'emperador Aleix III Àngel havia perdut el suport de l'exèrcit i la població local, i optà per escapar, de manera que el príncep Aleix Àngel fou coronat com a nou emperador amb el nom d'Aleix IV Àngel. Un cop al tron, s'adonà que no podia honorar els compromisos adquirits i sol·licità als croats una renegociació del seu deute fins a l'abril de 1204. El seu pèssim govern el feu creditor de la ira de la ciutadania de Constantinoble, i finalment fou assassinat per Aleix Ducas, que es proclamà emperador amb el nom de Aleix V Ducas. Els croats i els venecians, enfurismats per l'assassinat del seu candidat, exigiren a Aleix V Ducas que complís amb el contracte que tenien amb Aleix IV Àngel, però el nou emperador tampoc no tenia els recursos per fer-ho. Els Croats tornaren a assetjar la ciutat, i el 12 d'abril de 1204 Constantinoble queia en poder dels assetjants, essent sotmesa a un brutal saqueig de tres dies. El 9 de maig del 1204 els invasors van nomenar Balduí IX de Flandes com a emperador de l'Imperi Llatí, successor de l'Imperi Romà d'Orient, i únicament constituït per la ciutat de Constantinoble i una part de la regió de Tràcia. La resta del territori es va repartir entre croats i venecians, els quals ocuparen els llocs favorables a establir-hi bases comercials. L'imperi comercial venecià, establert com a resultat de la Quarta Croada, va ser molt més durador que no pas l'Imperi Llatí, que durà menys de seixanta anys.

### El botí de guerra
Els venecians, gràcies al seu coneixement de la ciutat, sabien bé què volien endur-se, i el seu saqueig fou ordenat i metòdic. A Constantinoble hi havia dos conjunts de cavalls amb unes característiques similars a les dels actuals cavalls de Sant Marc. La hipòtesi més probable és que els cavalls escollits fossin els que estaven a l'edifici del Mílion, al costat de l'hipòdrom de Constantinoble, els quals acompanyaven l'estàtua que representava a Zeus Helios o a l'emperador Constantí I el Gran amb aquesta caracterització.
Enric Dandolo va morir a Constantinoble el mes de maig del 1205. Immediatament després de la seva mort, els venecians de Constantinoble van nomenar Marino Zeno com a podestà, càrrec de nova creació amb la funció d'administrar les possessions venecianes a l'Imperi Llatí i al barri venecià de Constantinoble. Va ser Marino Zeno qui va donar l'ordre d'enviar els cavalls a la ciutat de Venècia, i Domenico Morosini va ser el responsable de transportar per mar almenys un d'aquests cavalls. El trasllat dels cavalls a Venècia es produí cap a finals de 1205 o principis de 1206, i sembla que durant el viatge un dels cavalls va perdre la part inferior d'una pota. La història explica que el patró de l'embarcació, Domenico Morosini va amagar la peça trencada per recordar a la gent que va ser el seu vaixell el que va portar el botí triomfal a Venècia. La peça original no es va trobar, però es va construir una rèplica per substituir-la.
Un cop els cavalls dipositats a Venècia, van estar exposats en un jardí obert a l'Arsenal de Venècia durant anys, mentre s'executaven les obres a la basílica de Sant Marc per allotjar-los. Una història, sembla que feta circular pels florentins al segle xvi, deia que els venecians no es decidien què fer amb els cavalls, fins a l'extrem que quasi van arribar a pensar en fondre'ls, extrem que fou evitat perquè uns visitant florentins, més sofisticats que els matussers venecians, van alertar del valor artístic de les peces.

### Emplaçament a Sant Marc

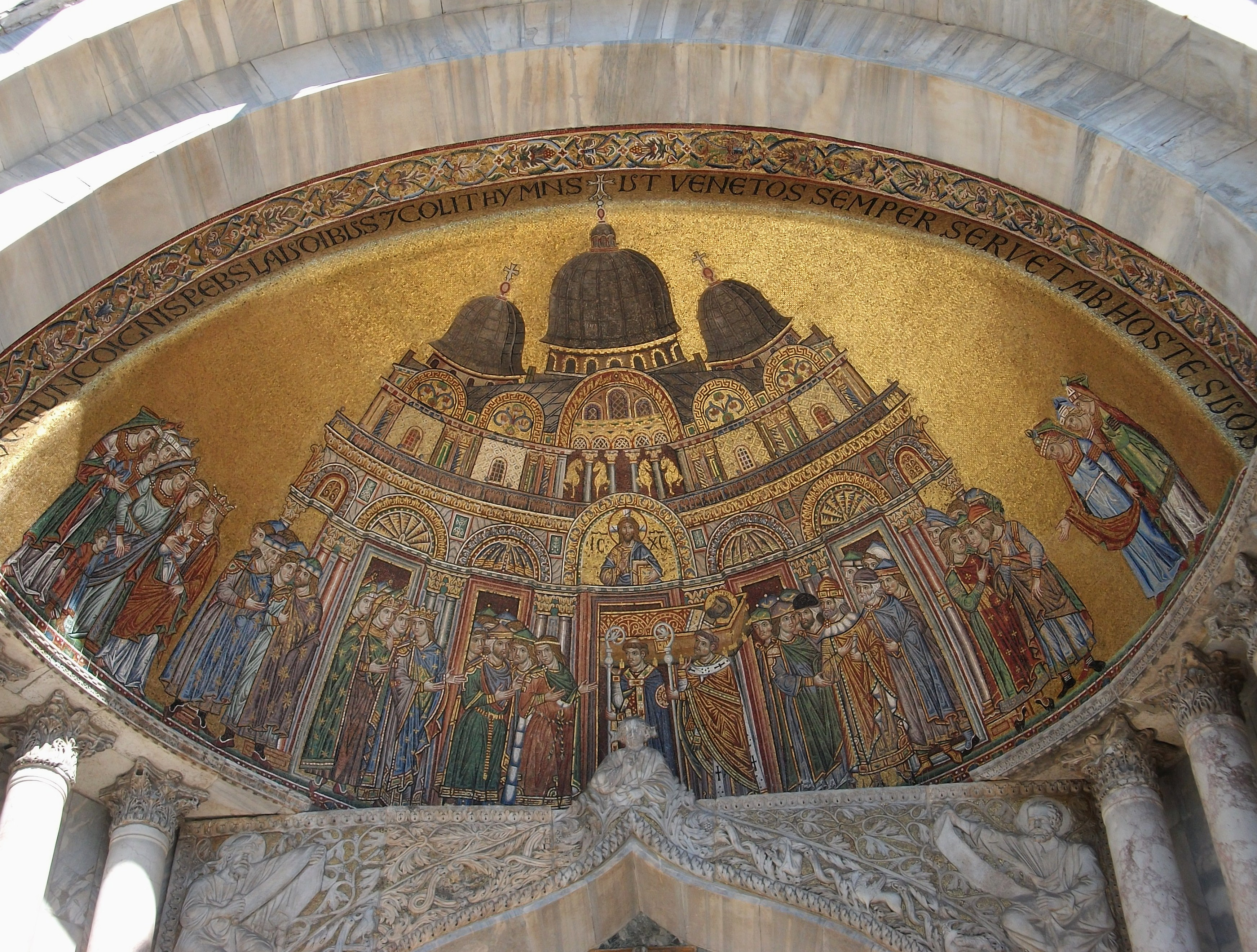
Porta de Sant Alipi, reproducció de la façana occidental al

Els cavalls foren instal·lats a la façana occidental de la basílica de Sant Marc en el període comprés entre els anys 1230 i 1250. La basílica s'havia començat a construir el 1063 seguint el model de l'Església dels Sants Apòstols de Constantinoble, i es consagrà trenta anys després. Durant el regnat del dux Ranier Zeno, entre els anys 1253 i 1268, tant la façana com la seva decoració s'havien modificat sensiblement. La decisió de situar la quadriga a la basílica va ser fonamentalment política, basada en el seu simbolisme com a trofeus de guerra que representaven la riquesa recentment conquerida a la Mediterrània oriental. Tot i que els cavalls eren certament admirables des del punt de vista estètic, el seu valor raïa principalment en la seva procedència, monumentalitat i raresa. Per allotjar els cavalls es va fer ampliar la llotja ja existent a la basílica, mostrant-los com si estiguessin muntats sobre un arc de triomf, de manera que podrien tenir un paper similar al que tenien a Constantinoble. Els cavalls es van situar davant uns relleus de Jesucrist i els quatre evangelistes preexistents a la llotja. Els cavalls i els evangelistes foren distribuïts en dues files paral·leles, disposades simètricament en parells. Cada cavall estava sostingut per dues petites columnes de marbre sobre les quals reposen les peülles. El conjunt es va convertir instantàniament en un símbol de la ciutat. La façana de Sant Marc també es va cobrir amb rars revestiments de marbre, escultures, columnes i capitells presos de Constantinoble com a botí de guerra.
A la mateixa basílica, a la porta de Sant Alipi, un mosaic datat en la dècada del 1260, mostra l'aspecte de la façana occidental, amb els cavalls ja instal·lats.

## Els anys de la República de Venècia

### La reforma de la façana

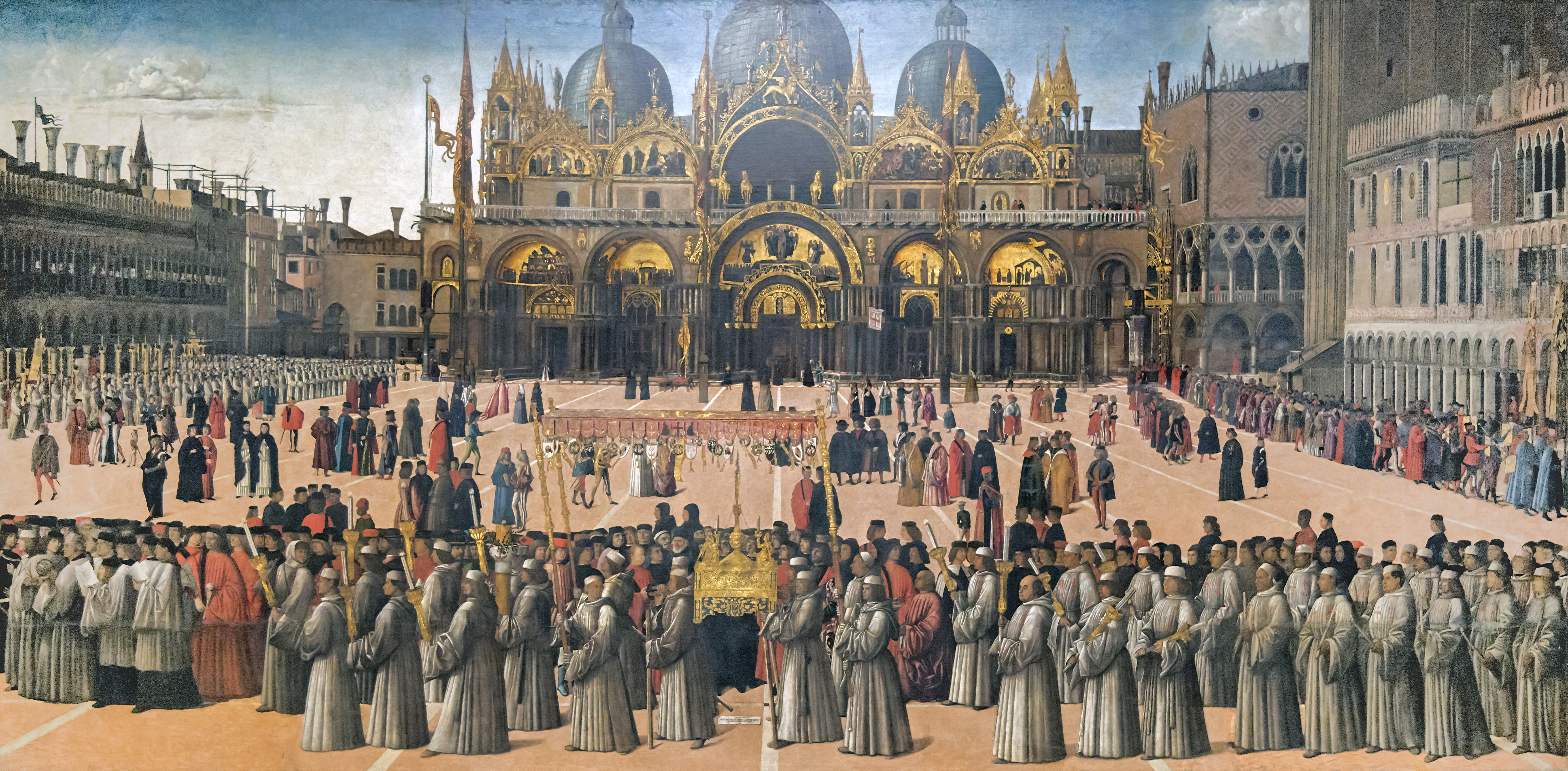
Processó a la plaça de Sant Marc, de Gentile Bellini

Després de posar-hi dels cavalls en el segle xiii, la façana no ha patit cap més transformació d'importància exceptuant la que va tenir lloc en el segle xv. A causa d'un incendi, es va produir l'enfonsament de la gran lluneta amb petites arcades en què s'inserien els Cavalls. Les obres fetes en aquesta ocasió se centraren en dos elements: en primer lloc, la lluneta fou reemplaçada per un gran finestral semicircular; els relleus existents dels evangelistes i Jesucrist van ser traslladats a la Porta del Fiori, a la cara nord de la basílica. En segon lloc, s'afegiren uns adorns escultòrics al llarg del crestall de la façana que s'aixequen com l'escuma d'una ona. També es mogueren els cavalls cap a la plaça, exposant-los plenament a l'aire lliure. Gentile Bellini reproduí l'any 1496 la nova façana en la seva pintura de Processió a la plaça de Sant Marc.

### Europa es fixa en els cavalls

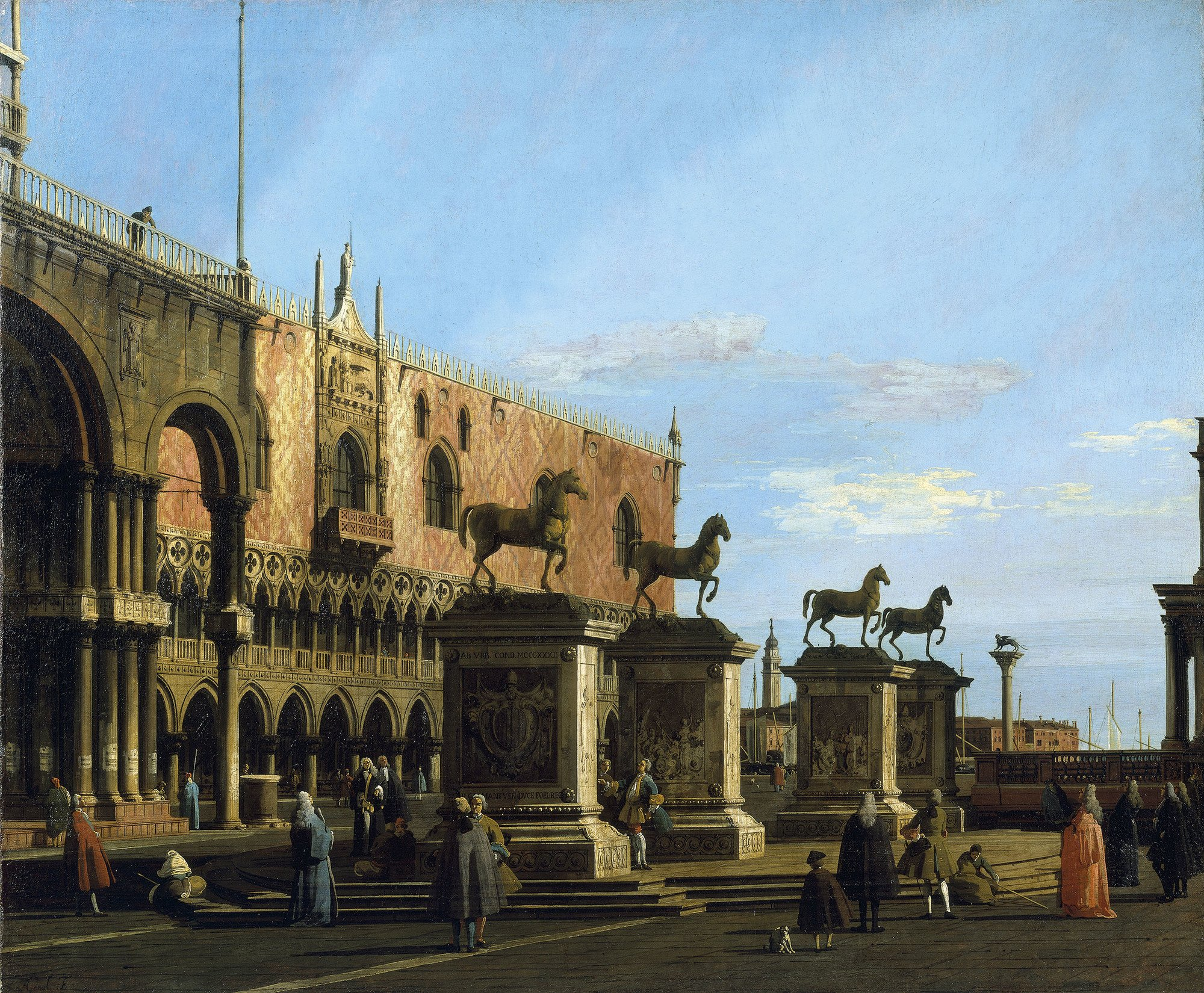
Interpretació dels cavalls segons Canaletto

Ben aviat els cavalls despertaren l'admiració tant de venecians com de forasters. El 1364, Francesco Petrarca confirma la disposició dels cavalls d'acord amb el que es mostra al mosaic de la porta de Sant Alipi de la mateixa basílica de Sant Marc, i escrigué que els cavalls “semblaven renillar des de dalt i picar de peus amb les peülles”. El viatger i antiquari Quirze d'Ancona també va confirmar la disposició original a mitjan segle xv.
El gravador Enea Vico, en la seva publicació Discorsi sopra le medalglie de gli antichi editada a Venècia el 1555, va suggerir donar als cavalls més espai i dignitat, movent-los cap a la plaça de Sant Marc, i col·locant-los en pedestals de marbre. Aquesta proposició fou interpretada per Canaletto en la seva obra de 1743 Vista de la piazzeta amb els Cavalls de Sant Marc, on els cavalls són admirats pel públic com a obres d'art, sense retenir cap sentit polític o religiós. L'artista venecià Anton Maria Zanetti el vell, expert en gravat, crític i marxant d'art, va publicar el 1743 el segon volum del llibre Delle antiche statue greche e romane, on cada cavall estava dibuixat individualment i amb gran detall; per a Zanetti, cada cavall era una obra d'art en si mateixa, independentment de la seva interpretació de conjunt. Totes aquestes interpretacions eren indicis d'una tendència clara que valorava cada cop més les escultures com a obres d'art i no com a símbols polítics.
La qüestió de l'origen dels cavalls va anar sorgint sovint, i es formularen múltiples hipòtesis. Quirze d'Ancona, un dels estudiosos més ben informats de principis del segle xv, va mesurar-los detalladament i suggerí que eren obra de Fídies, considerat en aquell temps com un dels grans escultors romans. A principis del segle xix, arran del trasllat a Londres dels marbres del Partenó comprats per part de Lord Elgin, l'opinió general va decantar-se per atribuir-los un origen grec. Ja ben avançat el segle xix, en el temps de la unificació italiana, s'assegurava que els cavalls eren d'origen romà i, per tant, italians.
Johann Joachim Winckelmann (1717-1768), fundador de la història de l'art i de l'arqueologia com a disciplines modernes, va prestar relativament poca atenció als Cavalls de Sant Marc. Va valorar negativament el fet que els cavalls estiguessin fets en coure –material més susceptible d'imperfeccions – i que la superfície s'hagués cobert d’una capa daurada, doncs ell preferia els metalls sense capes addicionals. Winckelmann atribuí aquests pretesos defectes al fet que els cavalls fossin creats durant l'època de l’emperador Neró, moment que segons Winckelmann aquest art estava en decadència.

### La decadència veneciana
El descobriment d'Amèrica, amb el traçat de noves rutes de comerç, i la pèrdua de territoris a la Mediterrània oriental arrel de l'expansió otomana per la regió, va provocar una pèrdua relativa de l'activitat econòmica de la república de Venècia. A finals del segle xvi, el volum de comerç de la ciutat d'Anvers era el doble que el de Venècia. A mitjans del segle xvii, mentre Venècia perdia ingressos a favor del comerç transatlàntic, la guerra de Càndia, provocada per l’atac otomà a la Creta veneciana, augmentà fortament les despeses. Per disposar d’ingressos per a la defensa de Creta, el govern venecià va començar a vendre càrrecs de funcionaris públics i de govern i es va iniciar un procés de decadència que es demostraria irreversible.  La Pau de Passarowitz del 1718 posà fi a la lluita entre l'Imperi Otomà i Venècia, perquè pràcticament desapareixien els possibles punts de contacte i de comerç entre els seus territoris, principalment a favor del Sacre Imperi Romanogermànic. A partir d'aquest moment, la República de Venècia era massa dèbil per prendre part activa en les lluites del continent europeu, i la neutralitat política era l'única opció possible. En el segle xviii la seva força militar era totalment insuficient comparada amb les altres potències europees. En canvi, a mitjans del segle xviii la ciutat tenia inventariats 118 casinos, i era coneguda com el bordell i casa de jocs d'Europa.

## La invasió francesa
L'aparició de la França revolucionària a finals del segle xviii provocà que potències conservadores europees s'aliessin, formant una coalició, per contenir la seva expansió per Europa. El 20 d'abril de 1792, l'Assemblea Nacional francesa prengué la iniciativa i declarà la guerra a l'Imperi Austríac. Si bé la conflagració va començar als Països Baixos austríacs, al nord de la península itàlica es trobaven dos membres de la coalició, la Llombardia austríaca i el Regne de Sardenya. L'exercit francès, comandat per Napoleó derrotà les forces sardes i austríaques, s'apoderà de Milà i expulsà els austríacs d'Itàlia en una campanya que finalitzà el 1797.

### La campanya d'Itàlia
L'abril de 1797 les tropes franceses prengueren Venècia, que s'havia mantingut neutral en el conflicte; el motiu donat per Napoleó fou que la ciutat estava dirigida per una tirania i que els exèrcits francesos farien que tingués un govern escollit pel poble. El 12 de maig de 1797 el Gran Consell de Venècia decidí dissoldre's, i Ludovico Manin, el dux, renuncià al seu càrrec. Però els venecians acabaren sense cap govern escollit, només s'abolí el gueto jueu.

### El tractat de pau

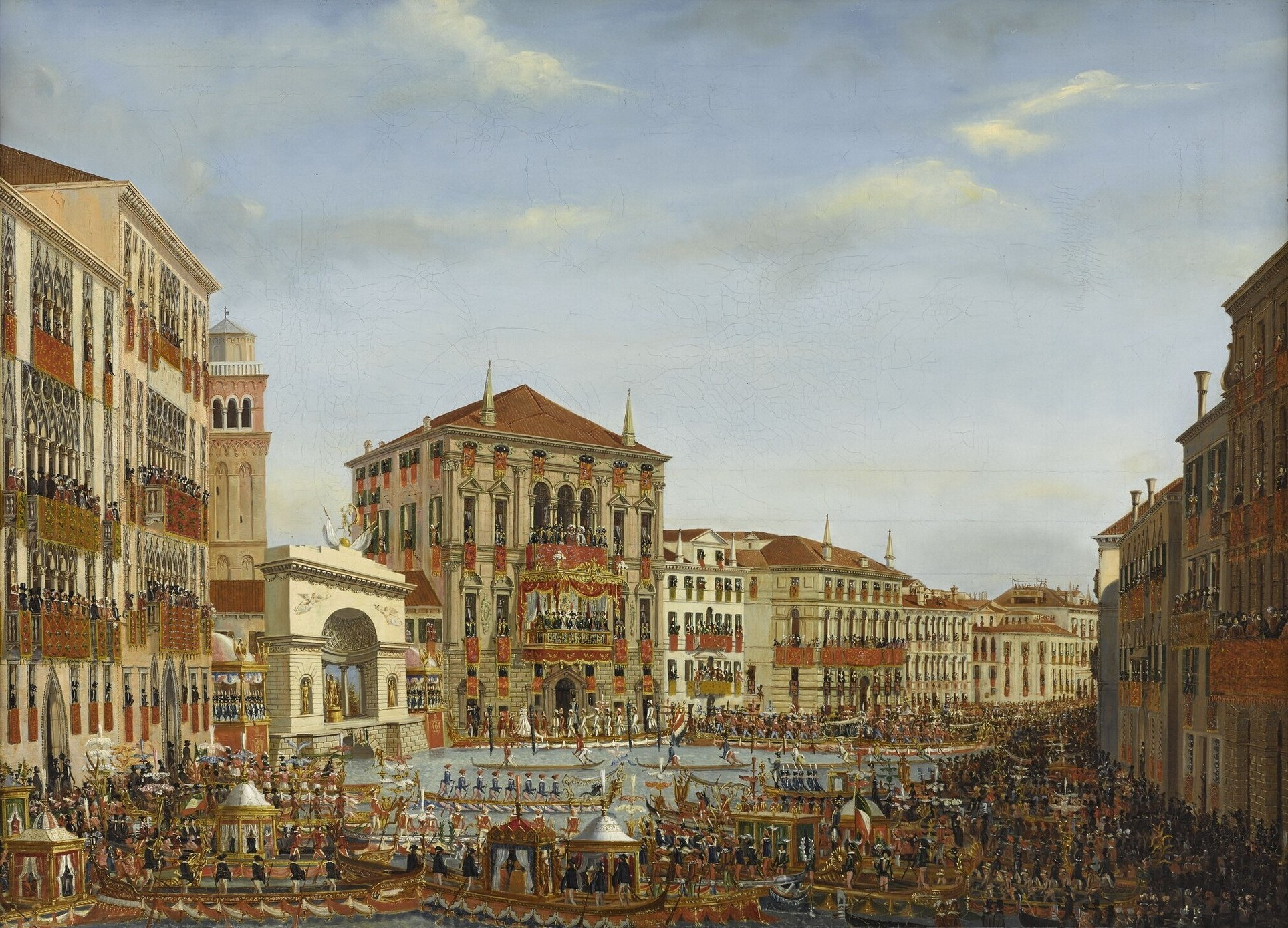
Napoleó presidint una regata a Venècia el 1807

El tractat de pau entre Venècia i l'exèrcit francès es va signar el 16 de maig de 1997. Contenia clàusules secretes que estipulaven el pagament per part de Venècia de tres milions de francs i el lliurament de diversos vaixells de guerra. Tal com Napoleó ja havia fet amb altres tractats de pau, s'incloïa l'obligació de lliurar als invasors 20 pintures i cinc-cents manuscrits, a elecció del mateix Napoleó. Les clàusules dels tractats de pau eren jurídicament vinculants i, per tant, les obres d'art transferides d'aquesta manera estaven exemptes de qualsevol petició potencial de restitució. La innovació sense precedents de Napoleó per estipular la transferència d'obres d'art mitjançant tractats de pau va crear un buit legal que legitimava aquestes confiscacions segons el punt de vista legal.
Napoleó va nomenar tres comissionats, Gaspard Monge, Claude Louis Berthollet i Jacques Pierre Tinet, per desplaçar-se a Venècia i escollir les pintures. El 4 d'agost van proposar a Napoleó apoderar-se dels quatre cavalls de Sant Marc a canvi d'excloure quatre pintures. El 6 d'agost van lliurar una llista amb 16 pintures a Jean-Baptiste Lallement, ambaixador francès a Venècia, el qual la traspassà a les autoritats venecianes, avisant-les que les 4 obres restants de la llista els serien comunicades en el moment adient. El 30 d'agost Lallement informà a la municipalitat veneciana que l'elecció final contenia divuit pintures i dues escultures, un bust i un baix relleu, procedents de la Biblioteca Marciana. Les pintures inclouen obres de Paolo Veronese, Gentile Bellini, Ticià i Tintoretto.
Malgrat ja haver incomplert els termes de l'acord de pau, Napoleó va dictar que pel 30 de desembre de 1797, els quatre cavalls, així com “els lleons, tots els mapes, tots els papers pertanyents a la República de Venècia i que poguessin ser útils als francesos, estiguessin en la seva possessió”. El lleó feia referència a l'escultura de bronze del lleó de Venècia, símbol alat de la República, que havia estat exposat a la columna situada davant el Palau Ducal. També reclamà el Bucintoro, el vaixell cerimonial de la República. Respecte als “mapes i papers”, Napoleó es va apoderar de grans seccions de l'arxiu del govern venecià, com a part d'un projecte paneuropeu de centralització de la memòria històrica, amb l'objectiu de generar un relat que sustentaria la seva visió del món.
El 1796 Napoleó Bonaparte va crear dos estats, un a cada banda del riu Po: al nord, la República Transpadana, i al sud, la República Cispadana. Aquests dos estats, juntament amb la província de Novara es van fusionar en la República Cisalpina el juny de 1797, amb capital a la ciutat de Milà. L'Imperi Austríac reconegué aquest nou estat en el Tractat de Campo Formio l'octubre del mateix any, obtenint a canvi el territori venecià a l'est del riu Adige, incloent-hi Istria, Dalmàcia i la ciutat de Venècia, mentre que França guanyava els dominis venecians de la mar Adriàtica i la Mediterrània oriental, incloent-hi l'illa de Corfú.

### El botí de guerra

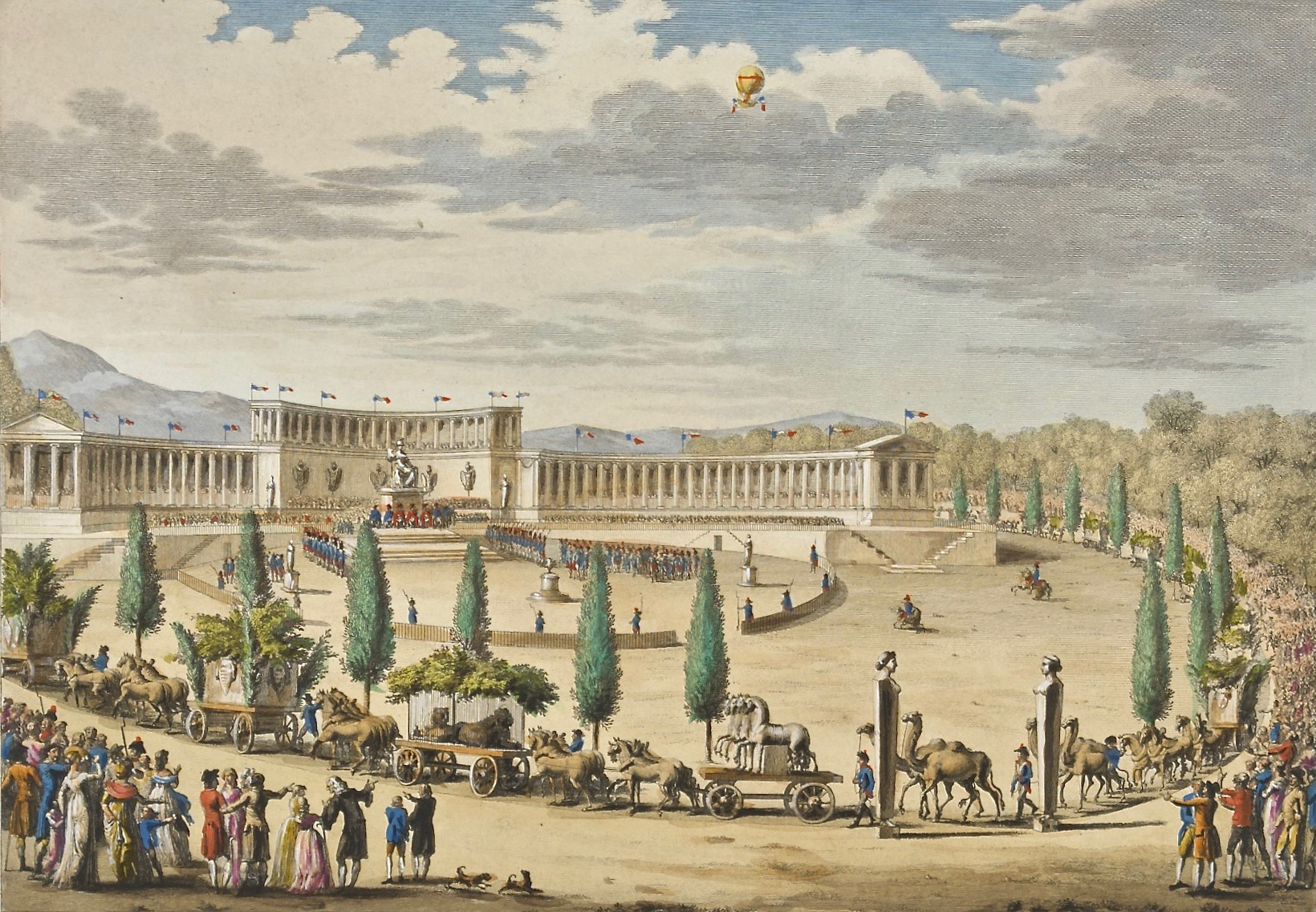
Desfilada a París amb els Cavalls de Sant Marc com a botí de guerra

El 13 de desembre els francesos van procedir a retirar els cavalls de la façana de Sant Marc. Uns pocs dies més tard, el 31 de desembre de 1797, lliuraven Venècia a l'Imperi Austríac.
El 27 i 28 de juliol de 1798 s'organitzà una desfilada a París amb el botí de guerra artístic procedent d'Itàlia, en un intent de recreació d'una desfilada triomfal romana. Una pancarta al carro que transportava l'Apol·lo del Belvedere proclamava: «Grècia els va cedir, Roma els va perdre. El seu destí ha canviat dues vegades; no tornarà a canviar». Per assegurar que la captura dels cavalls fos entesa políticament com un signe de l'ascens de França en l'ordre polític internacional, s'havia afegit una banderola al carro dels cavalls que deia: «Cavalls transportats de Corint a Roma, de Roma a Constantinoble, de Constantinoble a Venècia, i de Venècia a París. Ara estan finalment en una terra lliure». Els objectes d'art foren emmagatzemats temporalment a la Gran Galeria del Louvre, aleshores un edifici sense un propòsit definit. El primer destí públic dels cavalls fou el 1802 a la plaça situada davant del Palau de les Teuleries, col·locats sobre pedestals individuals. L'any 1800 Napoleó havia adoptat aquest palau com a residència personal.

### Posicionaments sobre el saqueig d'obres d'art

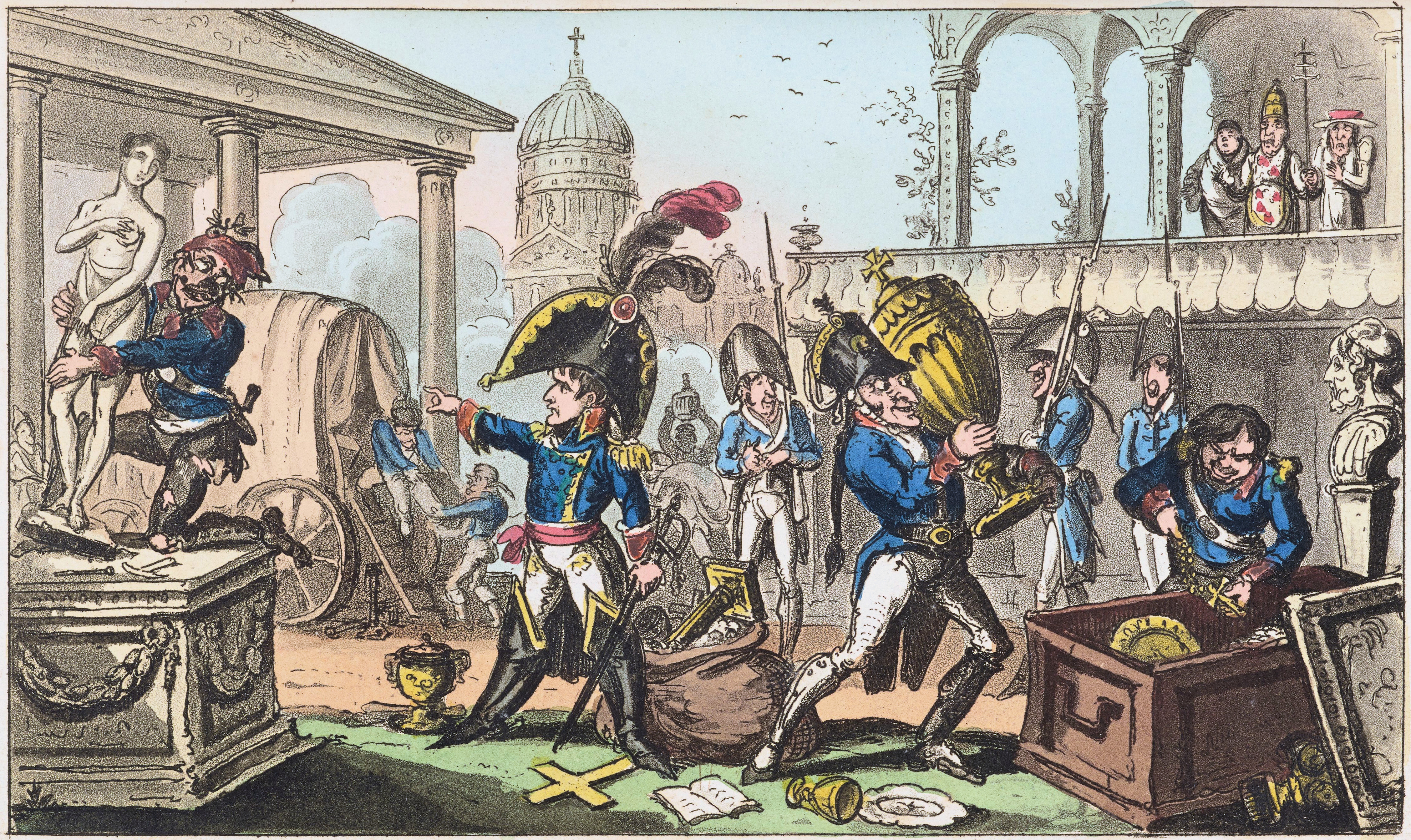
Caricatura anglesa de l'època, en la qual es mostra l'exèrcit francès saquejant obres d'art a Itàlia

Les primeres antiguitats d'Itàlia van ser sostretes pels francesos el 1796. El robatori més gran d'art fins a la data tenia la novetat que no es presentava com a simple expressió del dret a guanyar, sinó que era dut a terme en nom de l'universalisme i la llibertat. L'any 1796 Napoleó va escriure: «Tots els homes de talent, tots aquells que han assolit distinció a la república de les lletres, són francesos, sense importar en quin país han nascut», de forma que s'esqueia que París fos el nou centre de la cultura europea i exposés les millors obres d'art. Un altre motiu adduït era que les obres es malmetien en poder dels italians i que, en les paraules d'un comissionat francès, «és una gran sort per a la causa de les arts que únicament calguin les mans expertes dels nostres artesans per restaurar aquestes obres mestres per als veritables amants de les arts».
La defensa del trasllat d'obres d'art a França trobava justificació en els criteris formats per Johann Joachim Winckelmann, que argumentava que el millor art només podia excel·lir en llibertat, i conseqüentment es considerava que estaven millor en la França revolucionària que en els estats italians de l'època, considerats una barreja de fonamentalisme religiós i governs autoritaris.
A França no tothom estava d'acord amb la captura d'obres d'art procedents d'Itàlia com a botí de guerra. En diversos assaigs publicats s'identificava a Napoleó amb Verres, un magistrat romà que va viure entre el segle ii aC i el segle i aC, famós per l'apropiació indeguda d'obres d'art públiques, el qual acabà processat per corrupció i abús de poder. L'antiquari Quatremère de Quincy va fer circular una carta oberta, amb la signatura de quaranta-set artistes, entre ells el pintor Jacques-Louis David, en la qual es denunciava el saqueig dels tresors artístics italians. Es considerava que les obres d'art perdien part del seu valor quan se les extreia de l'entorn que li donaven context. La circulació de la carta fou prohibida, i les autoritats franceses en van promoure una altra, signada per artistes menors, en la qual es donava suport a portar les obres d'art a França, atès que el comportament bàrbar dels italians no els feia mereixedors de la tinença de tresors artístics.

### Emplaçament a París

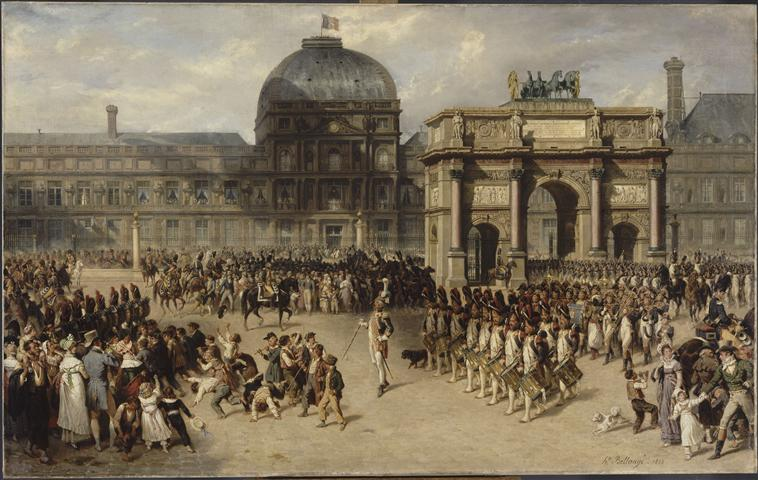
Una desfilada militar davant l'arc de triomf del Carrusel el 1810, amb els Cavalls de Sant Marc sobre l'arc i el Palau de les Teuleries al fons.

Amb els anys Napoleó va anar evolucionant políticament; si bé va començar com a general revolucionari, el novembre de 1799 va derogar el Directori, la junta que governava França, el 1802 es va autoproclamar cònsol únic i vitalici, i el 1804 es va declarar emperador dels francesos. Paral·lelament, havia anat adoptant moltes de les conductes de l'imperi romà.
Després de les victòries franceses sobre els austríacs a Ulm i Austerlitz el 1805, Napoleó va proclamar als seus soldats que tornarien a casa entre arcs triomfals, i acabà construint-ne dos a París. Napoleó va encomanar el 13 de febrer de 1806 a Pierre-François-Léonard Fontaine, un dels seus arquitectes oficials, la construcció d'un arc de triomf, el qual s'edificaria a la Plaça del Carrusel, davant del Palau de les Teuleries. El nou arc havia de servir d'entrada cerimonial al Palau de les Tauleries, seu del poder executiu francès durant la major part del segle xix fins a la seva destrucció el 1871. L'arc de Triomf del Carrousel es construí fent servir com a model l'Arc de Constantí, el qual es troba al costat del Colosseu de Roma.
Fontaine va proposar ubicar la quadriga a la part superior de l'arc, conduïda per Mart, el déu romà de la guerra. Fontaine fou substituït per Dominique-Vivant Denon, que va proposar que fos una estàtua del mateix Napoleó la que conduís la quadriga. Napoleó va voler que la quadriga es quedés sense auriga, però va enviar la seva estàtua, que ja estava feta, al Museu del Louvre, aleshores anomenat Museu Napoleó. A finals de l'any 1808 l'arc estava acabat i els Cavalls de Sant Marc col·locats a dalt de tot, estirant un carro de guerra conduït per una estàtua de Mart. Al seu costat es van col·locar unes figures daurades, representant la Victòria i la Pau. L'Arc de Triomf del Carrousel era uns dels símbols més importants de la grandesa napoleònica a la capital francesa. Exclusivament a l'emperador – Napoleó – li era reservat l’honor de poder circular en carrossa per l’interior de l'arc.

## Trasllat definitiu a Venècia

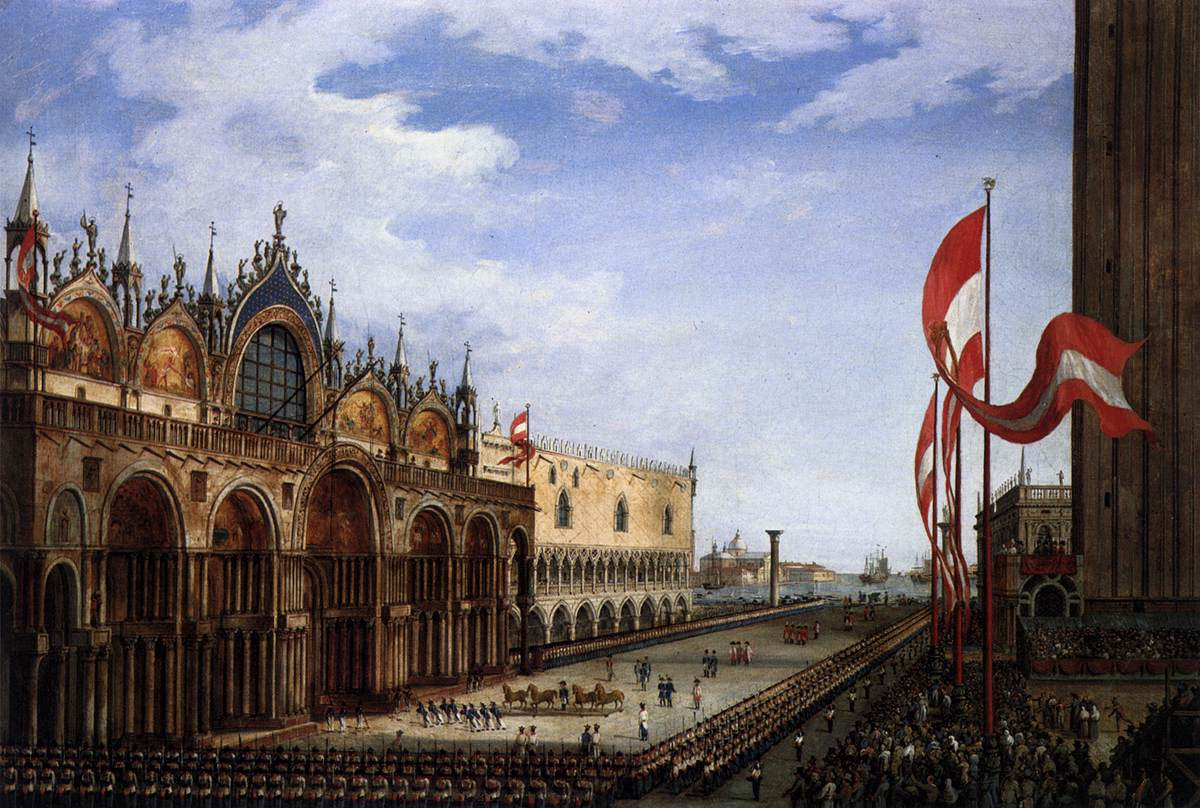
Quadre de Vincenzo Chilone representant la cerimònia de reposició dels cavalls a la basílica el 1815.

Les forces de la Sisena Coalició van derrotar decisivament a Napoleó en la batalla de Leipzig a l'octubre de 1813. En tres mesos, els exercits de la coalició van entrar a França i el 31 de març de 1814 ocuparen París. El 6 d'abril Napoleó abdicà, i el senat francès va convidar al comte de Provença -ara Lluís XVIII de França– a la capital. Napoleó fou deportat a l'illa d'Elba, després que li fos reconeguda una renda anual de 2 milions de francs pagada per l'estat francès.
El Tractat de Paris, signat el 30 de maig de 1814, desmantellava l'Imperi Francès i deixava les fronteres de França allà on eren el 1792, més algunes incorporacions notables, com Avinyó i Savoia. La situació de Venècia era una mica més complicada: República independent el 1792, conquerida pels francesos el 1797, cedida a l'Arxiducat d'Àustria el 1798 pel Tractat de Campo Formio, tornada a conquerir per Napoleó en la seva guerra contra la Tercera Coalició i cedida el 1805 per l'Imperi Austríac a França pel Tractat de Pressburg per formar part del Regne napoleònic d'Itàlia. En el 1814 la República de Venècia ja feia temps que no era una actor internacional, i l'emperador de l'Imperi Austríac va fer valer els seus drets com a sobirà del territori.
Els acords dels aliats amb els francesos eren generosos; s'intentava evitar debilitar la recent restaurada monarquia bobònica o humiliar França, amb l'objectiu que els francesos acceptessin més fàcilment el retorn dels borbons i s'oblidessin de les idees de la revolució francesa. El Tractat de Paris no feia referència a les obres d'art saquejades pels francesos, deixant un espai per a negociacions. De fet, el govern del Regne Unit no estava gaire interessat en les obres d'art en si mateixes. El seu interès era que el nou govern francès fos estable i popular, i considerava que aquesta política contribuïa a que fos així. El 4 de juny, Lluís XVIII es va dirigir a la Cambra de Diputats francesa i va manifestar de forma clara la seva posició “La glòria dels exercits francesos es manté intacta; els monuments als seus valors sobreviuen, i les obres mestres de les arts ara ens pertanyen per vincles més forts que els de la victòria”. Però les potències de la coalició que havien patit el saqueig francès començaren a pressionar per obtenir-ne el seu retorn. El setembre de 1814, el compte Metternich, ministre d'exteriors de l'Imperi Austríac, va començar a negociar el retorn de les pintures. La fugida de Napoleó d'Elba el 26 de febrer de 1815 i la seva arribada triomfal a Paris el 20 març, amb el restabliment del seu règim, va aturar-ho tot.

### Wellington inaugurà una nova política

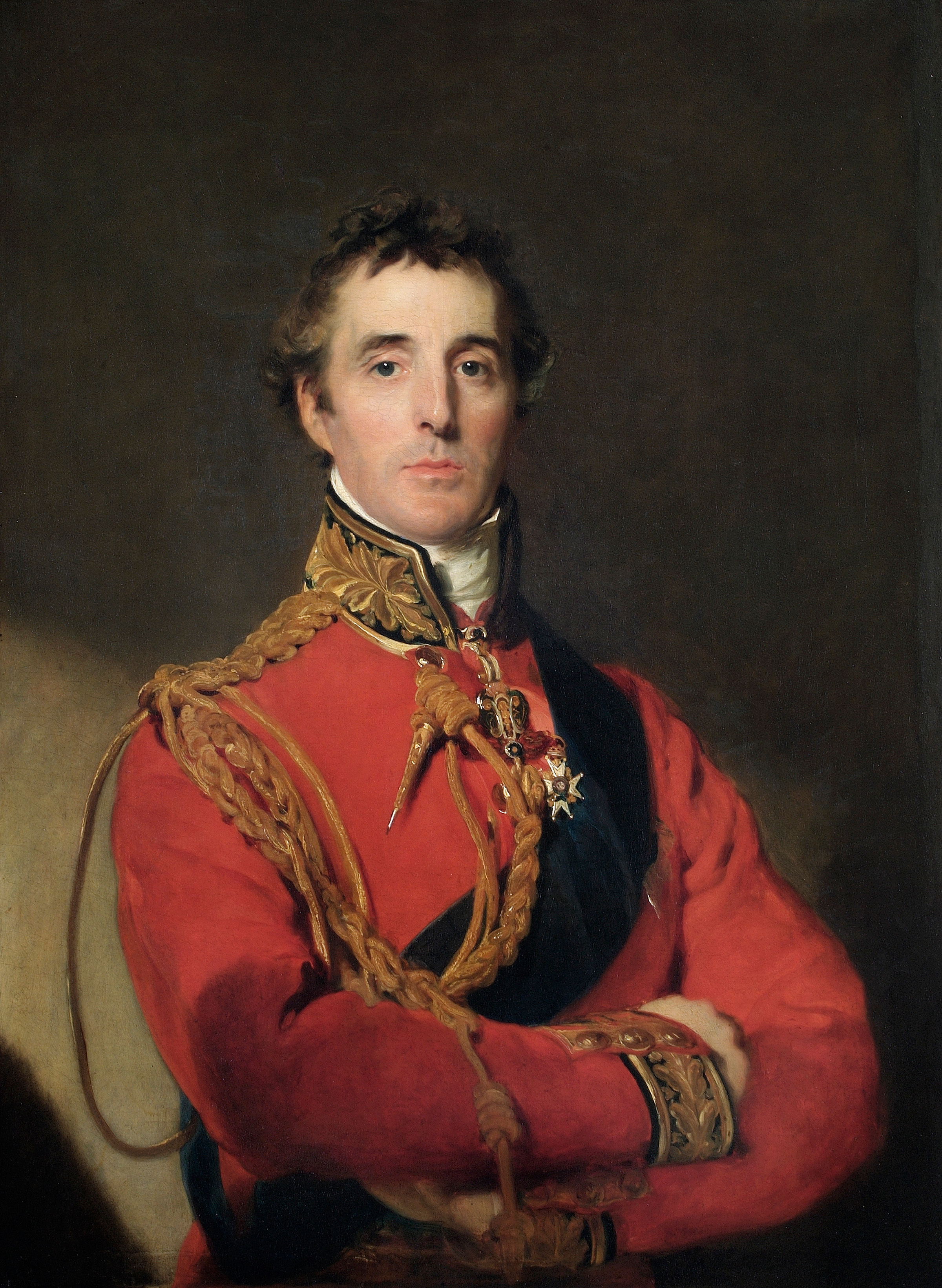
Retrat de Sir Arthur Wellesley, primer duc de Wellington

El 1815, després de la definitiva derrota francesa a Waterloo per part de la Setena Coalició, els aliats consideraven que la política de magnanimitat que havien dut a terme el 1814 havia portat a un resultat fallit, i de fet van deixar un exèrcit d'ocupació a França entre 1815 i 1818 per assegurar la consolidació del nou ordre. Els termes del nou tractat de pau foren més exigents, malgrat que els francesos van intentar que en la Convenció de París del 3 de juliol de 1815 s'inserís una clàusula per a "garantir la integritat dels museus i les biblioteques", condició que els aliats van rebutjar de ple. Però respecte a les obres d'art, tant les espoliades com les franceses, es produí un canvi substantiu de política. Per primera vegada en la història moderna i per primera vegada des d'Escipió Emilià, el Duc de Wellington va prendre la decisió que l'art espoliat per Napoleó a Itàlia no havia d'acabar al Regne Unit com a contendent victoriós, sinó que s'havia de tornar als seus propietaris previs. També decidí que els tresors artístics de França i del Museu del Louvre en concret no serien espoliats. Aquest criteri fou fet públic en una carta escrita pel mateix Duc de Wellington al diari The Times publicada el 14 d'octubre de 1815. Aquest criteri va marcar un canvi de tendència en el tractament de les obres d'art com a trofeu de guerra.
La majoria de l'opinió pública francesa tenia un criteri diferent, i estava radicalment en contra de la devolució de les obres d'art. La premsa anglesa va fer un seguiment proper de la polèmica, i fins i tot, el diari Courier va publicar un article el 18 d'octubre de 1815 escrit, pretesament, pels mateixos Cavalls de Sant Marc titulat «Adieu dels Cavall de Bronze al parisencs». La carta començava amb «No hauríem d’haver actuat de la manera característica del lloc del nostre origen, que era una de les ciutats de Grècia més reconegudes per la seva educació, si la nostra residència entre vosaltres no ens hagués ensenyat a considerar-ho com un deure, a no deixar-vos sense donar les gràcies per l'amable rebuda que ens féreu. Sempre amb reticència ens van traslladar de Corint a Roma, de Roma a Bizanci, de Bizanci a Venècia i de Venècia a París». La carta censurava fortament el comportament de Napoleó; per exemple, «un únic home entre vosaltres ens recordà la indignitat d'August, la crueltat de Neró i la hipocresia de Domicià» i acabava amb l'advertiment als parisencs que no desitgessin tornar-los a veure a París a un preu tant car, el de la sang de dos milions de francesos.

### Retorn a Venècia

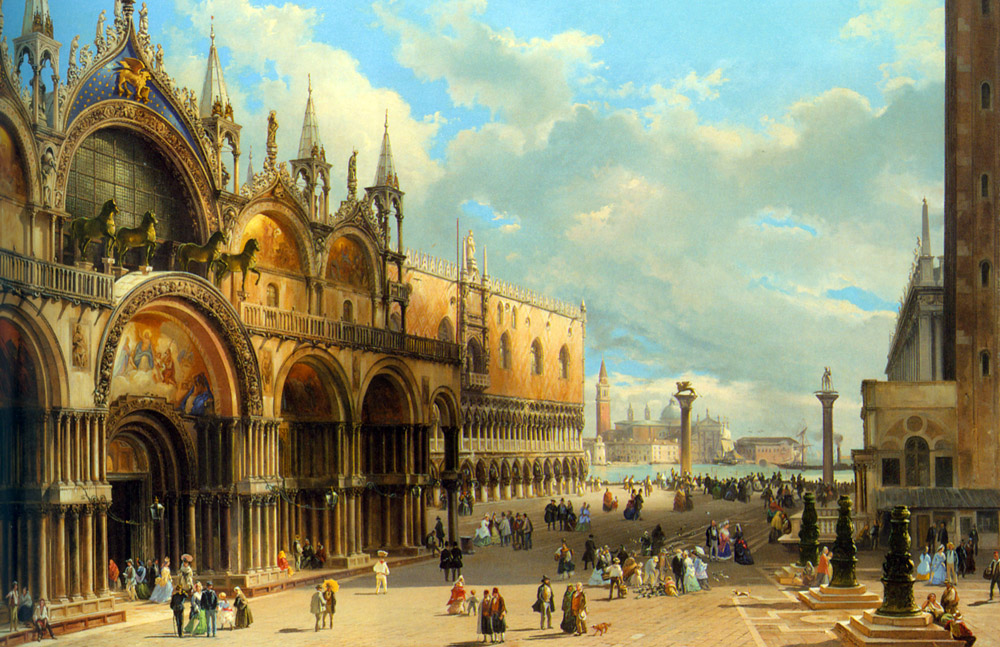
Pintura a l'oli de 1845 de Carlo Grubacs, ja amb els cavalls a la façana de Sant Marc.

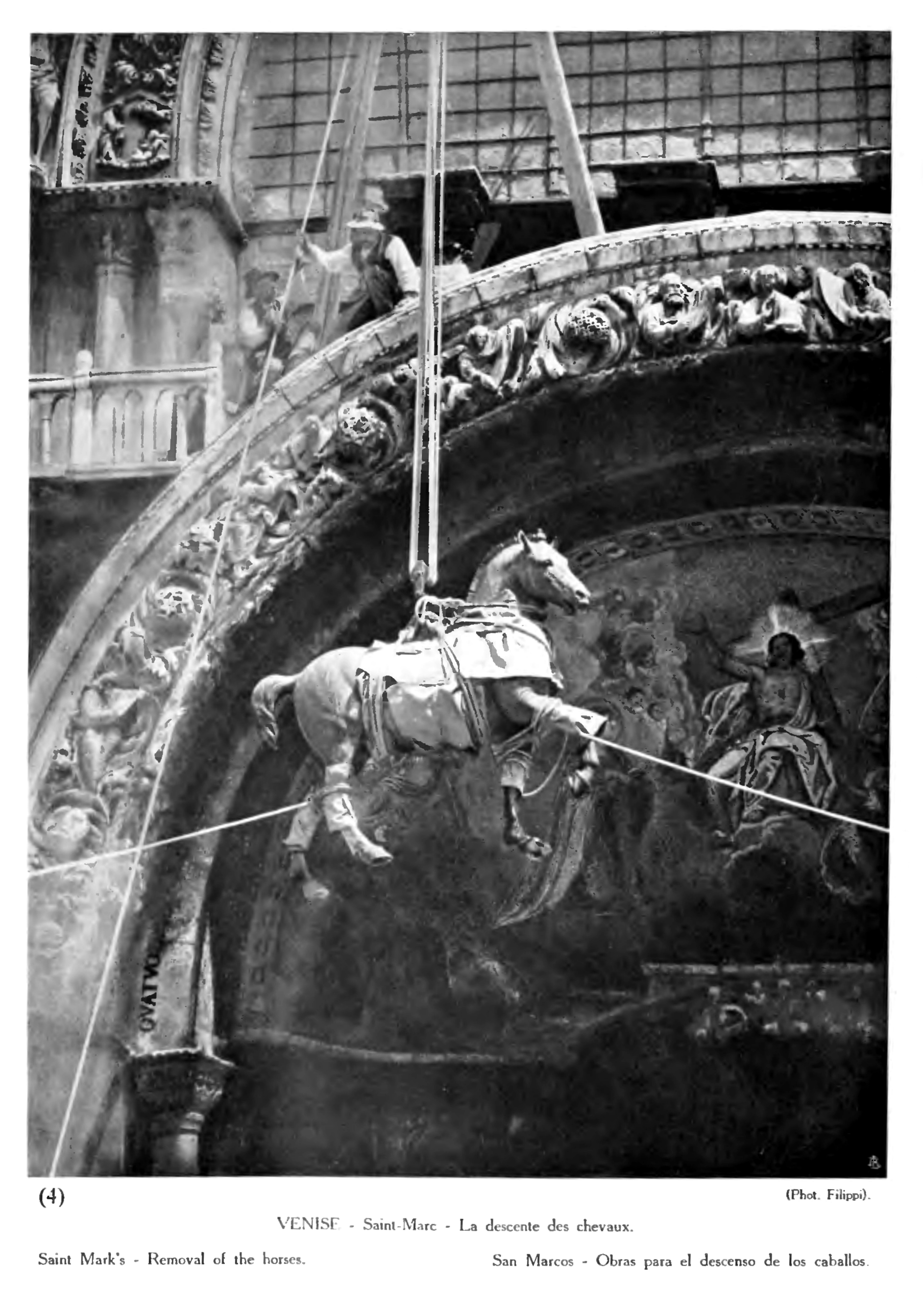
1917, trasllat dels cavalls

L'Imperi Austríac reclamava tots els territoris que havia perdut des de 1792, i les altres potències de la coalició li compensaren la pèrdua dels Països Baixos austríacs pels territoris de la República de Venècia i de la Llombardia. Aquestes possessions reberen el nom de Regne Llombardovènet, i atorgaren la legitimitat davant les altres potències per reclamar les obres d'art espoliades d'aquests territoris.
A finals de juliol de 1815, l'emperador austríac Francesc I va donar instruccions directes al seu ministre d’exteriors, el comte Clemens Metternich, de supervisar el retorn dels objectes espoliats de l’Imperi Austríac per part dels exèrcits francesos. Amb el propòsit de satisfer als seus nou súbdits venecians, l'emperador insistí en el trasllat dels Cavalls de Sant Marc i també del lleó de Sant Marc, aquest ubicat a l'esplanada dels Invàlids. Abans que es signés el segon Tractat de París entre França i els aliats, tropes austríaques ja començaren a baixar els cavalls de l'arc de triomf el 27 de setembre de 1815, i l'u d'octubre tot el conjunt ja estava a terra. Els cavalls van tornar a la llotja de Sant Marc en una cerimònia presidida per l'emperador Francesc I d’Àustria, duta a terme el 13 de desembre de 1815, data que coincidia amb el divuitè aniversari del seu espoli per part de l'exèrcit napoleònic.
El 1828 es va instal·lar una rèplica dels Cavalls de Sant Marc a l'Arc de Triomf del Carrousel a París.
El 1866, després de la tercera guerra de la independència italiana, Venècia passà del domini austríac a formar part d'Itàlia.

### Trasllats posteriors
Arran de l'entrada d'Itàlia en la Primera Guerra Mundial, el 26 de maig de 1915 els cavalls es van treure de la seva ubicació a la façana de la basílica i es van guardar en el magatzem del Palau Ducal.Arran de la derrota italiana en la batalla de Caporetto de 1917, els cavalls es van traslladar ben lluny de la línia de front, al Palazzo Venezia de Roma, per retornar al seu lloc original el 1919. A la Segona Guerra Mundial van ser primer traslladats el 1942 al monestir de Praglia, prop de Pàdua i després al magatzem del Palau Ducal. Van tornar a la façana de Sant Marc entre el 8 i el 10 d'agost de 1945.
El 1980 un dels cavalls (concretament, el segon de l'esquerra, mirant a la basílica) formà part d'una exposició itinerant sobre els Cavalls de Sant Marc. L'exposició, finançada per l'empresa italiana Olivetti, s'inicià a Venècia, continuà per Torí, Londres, Nova York i per tres ciutats més.

## La restauració dels cavalls

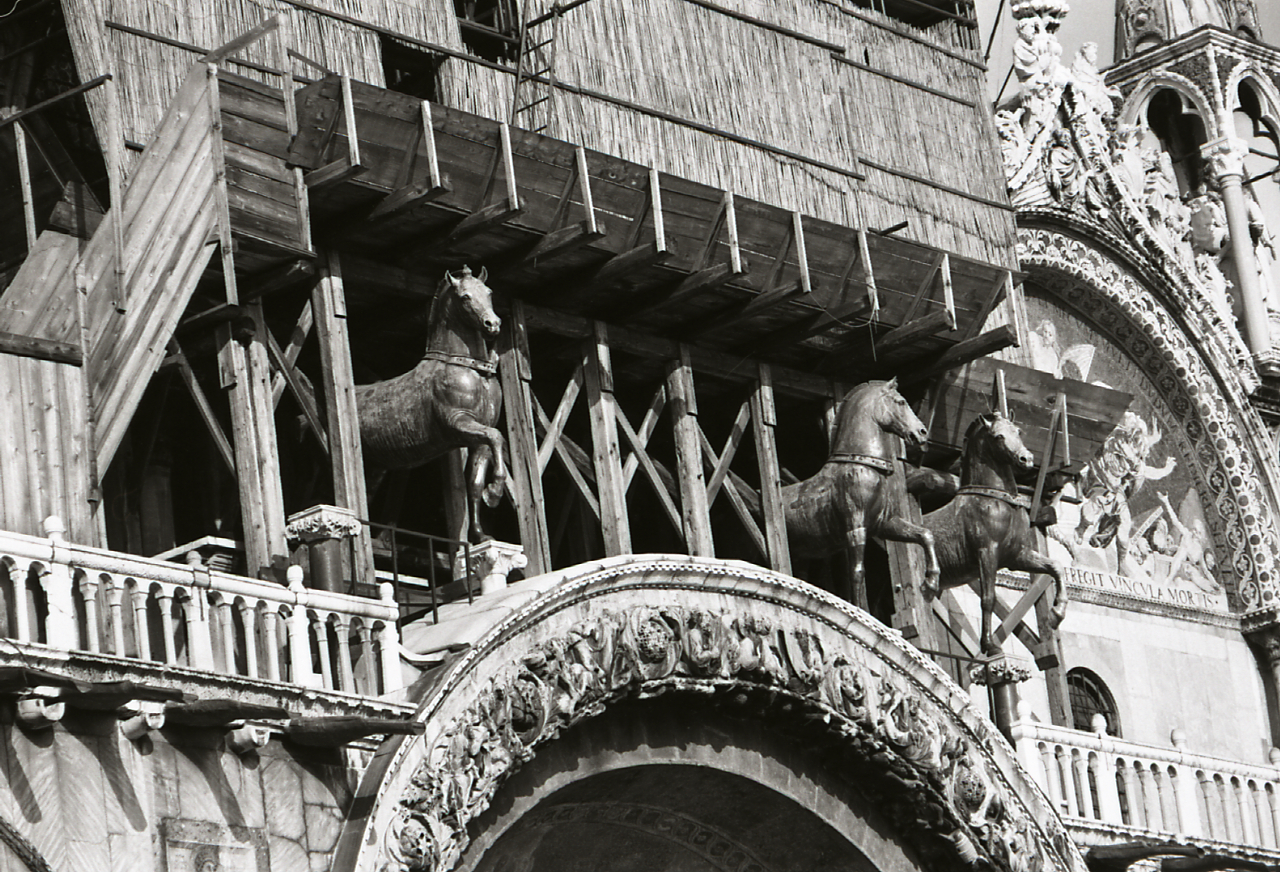
Bastida de protecció dels cavalls, el 1977.

Des de la seva creació a l'antiguitat fins a la dècada de 1970, els Cavalls de Sant Marc han patit un procés continu de corrosió, degut a la seva composició i la seva llarga exposició a diferents condicions atmosfèriques. La corrosió consisteix en un conjunt de fenòmens fisicoquímics que causen que la superfície d’un metall sòlid es malmeti per l'acció d’agents externs.
El tipus de corrosió galvànica, o electroquímica, es produeix quan una pel·lícula líquida, originada per exemple per la condensació de la humitat atmosfèrica i situada sobre una superfície metàl·lica, possibilita la interacció electroquímica entre els diversos tipus de metalls, la qual provoca danys als metalls exposats.
En el cas dels Cavalls de Sant Marc, el procés de fosa emprat en la seva creació va provocar molts defectes a la superfície (cavitats, espiracles, porositats, etc.) tant a nivell macro com microscòpic, els quals faciliten la conservació de la pel·lícula aquosa en el seu interior.
A Constantinoble els cavalls estaven exposats a l’exterior. Les condicions atmosfèriques de la ubicació són de naturalesa marítima, destacant dos factors: primer, l’existència de períodes alternatius d'alta humitat relativa i altres de temps calorós, amb poca pluja i grans diferències de temperatura entre el dia i la nit, i, en segon lloc, la composició de l'atmosfera, a la que als constituents normals com l'oxigen i el diòxid de carboni, s'hi incorporen clorurs dissolts i, en menor quantitat, sulfats, ambdós procedents de l'atmosfera marina. Aquests factors provocaren una continuada corrosió dels metalls. Si bé la patina creada per la corrosió, atès el seu caràcter impermeable, alentia el procés, la pluja i el vent provocaren discontinuïtats en la pàtina que reduí la protecció que aquesta oferia.
El trasllat dels cavalls a Venècia va provocar una exposició major d'humitat i pluja, de forma que el procés de corrosió es va accelerar. En el segle xx, el desenvolupament d'indústries que feien un ús intensiu de derivats del petroli va provocar una pol·lució que modificà la composició de l'atmosfera, introduint els òxids de sofre, i provocant nous processos de corrosió.
El 1965 els cavalls van ser sotmesos a extenses proves metal·logràfiques per determinar el seu estat de conservació, i es va constituir una comissió internacional per estudiar la seva història i promoure'n la conservació. Entre 1974 i 1981 les escultures van ser retirades una a una de la façana de Sant Marc per ser restaurades, i traslladades el 1983 al museu de l'interior de la basílica, un lloc on no estiguessin exposades a la pluja i amb menys oscil·lacions de temperatura. A la seva ubicació original sobre la llotja s'hi van col·locar unes rèpliques.

## Interpretacions del conjunt escultòric
Potser el tret més característic del conjunt escultòric és el fet que en no comparteixen el protagonisme amb cap figura humana, permetent un ventall més ampli d'interpretacions.
L'obra de la quadriga fou creada en el segle ii, i habitualment durant l'antiguitat clàssica les quadrigues monumentals eren encàrrecs del mateix emperador i estaven ubicades en santuaris o sobre arcs de triomf, celebrant una victòria i retent homenatge a persones i fets específics. Es poc probable que aquest fos el cas de la de l'hipòdrom de Constantinoble, que fou construït posteriorment, en el segle iii. La identitat particular d'aquesta obra es perdé quan fou traslladada a l'hipòdrom des d'una ubicació prèvia desconeguda. La col·locació de la quadriga sobre les portes de sortida dels cavalls (carceres) suggereix la seva transformació de monument específic a monument genèric. L'obra estava situada ben amunt sobre la pista, sense cap base o inscripció explicativa, i sense associar-se a cap persona o fet concret, sinó als cavalls i conductors de quadriga preparats per sortir de les portes per iniciar la cursa.
Els posteriors posseïdors dels cavalls, els venecians, eren hàbils en atorgar, en un mateix moment històric, diferents significats als seus monuments. La interpretació dels Cavalls de Sant Marc com a símbol del triomf que van assolir sobre els romans d'Orient a la Quarta Croada és tan evident que ha difuminat el fet que històricament han tingut altres significats rellevants.

### Símbol polític
Després de la presa de Constantinoble a la Quarta Croada, els duxs de Venècia havien adoptat el títol de senyor d'un quart i mig quart de l'Imperi Romà, referint-se a l'Imperi Romà d'Orient. A partir d'aquest títol, els duxs van anar més enllà, cercant lligams amb el passat imperial romà d'Orient o fins i tot amb l'imperi romà en el seu apogeu. Els duxs de Venècia utilitzaven la plaça de Sant Marc com un espai cerimonial d'una forma similar al que els emperadors romans d'Orient usaven l'hipòdrom de Constantinoble. Quan Venècia decidí encunyar els seus propis ducats d'or el 1284, decidí fer-ho amb la figura del dux rebent una bandera imperial, de forma idèntica a la de l'emperador de les monedes romanes d'Orient. A partir d'Enric Dandolo i fins al segle xiv, els duxs proclamaven que eren els representants de Déu a la terra, igual que els emperadors romans d'Orient. Si els cavalls eren un símbol de l'emperador, aquest símbol havia passat de Constantinoble a Venècia, dels vells emperadors al dux.
Per afegiment, el fet que els cavalls no portessin brides fou considerat, pels mateixos venecians i pels seus adversaris, com un símbol de la llibertat de la ciutat.
L'escriptor, poeta i humanista Francesco Petrarca fou el primer en descriure els cavalls en la seva nova ubicació, en una carta de 1364. Petrarca es trobava a la llotja amb el dux, en la celebració d'una victòria veneciana sobre una revolta produïda a Creta, aleshores colònia de la república. L'ús que es feu de l'espai públic, incloent-hi els cavalls, era similar al que havien fet els emperadors romans d'Orient a Constantinoble.

### Ideal estètic
En el Renaixement, i fins i tot abans, les obres provinents de l'antiguitat clàssica van ser objecte d'admiració per si mateixes. L'art clàssic havia assolit una perfecció que l'artista renaixentista volia imitar, simplement perquè es considerava que, en l'època en què s'havia creat, l'art era perfecte. A més a més, les idees dels filòsofs clàssics també van adquirir més influència; en l'àmbit de l'art, la teoria de les idees de Plató establia que les formes eren propietats o essències de les coses, tractades com a entitats abstractes no materials, però substancials. Eren eternes, immutables, supremament reals i independents dels objectes físics. Molts filòsofs i artistes renaixentistes creien que l'ideal platònic es manifestava en les proporcions geomètriques de les obres d'art clàssiques.
La revifada renaixentista de la teoria de les idees de Plató va influir al fet que els Cavalls de Sant Marc fossin considerats ideals. Eren percebuts com a models a reproduir simplement pel seu origen i edat; però també perquè les seves proporcions i postura revelaven l'ideal platònic dels cavalls. Els cavalls van assolir el cim de la seva influència al voltant de l'any 1500, i van servir de model en múltiples obres d'art; ja en el 1305 Giotto pintà dos dels Cavalls de Sant Marc a la façana del temple a l'obra Expulsió dels Mercaders del Temple. Donatello es va inspirar en els cavalls de Sant Marc en l'estàtua eqüestre de Gattamelata. Diversos pintors italians com Jacopo Bellini o Vittore Carpaccio o bé gravadors com Albert Dürer també van interpretar els Cavalls de Sant Marc.
- Expulsió dels Mercaders del Temple, de Giotto
- Estàtua eqüestre de Gattamelata de Donatello.
- Sant Martí sobre un cavall, de Vittore Carpaccio
- Un genet a cavall al costat de Sant Joan Baptista, de Jacopo Bellini
- El cavaller, la mort i el dimoni d'Albert Dürer

### Significat religiós

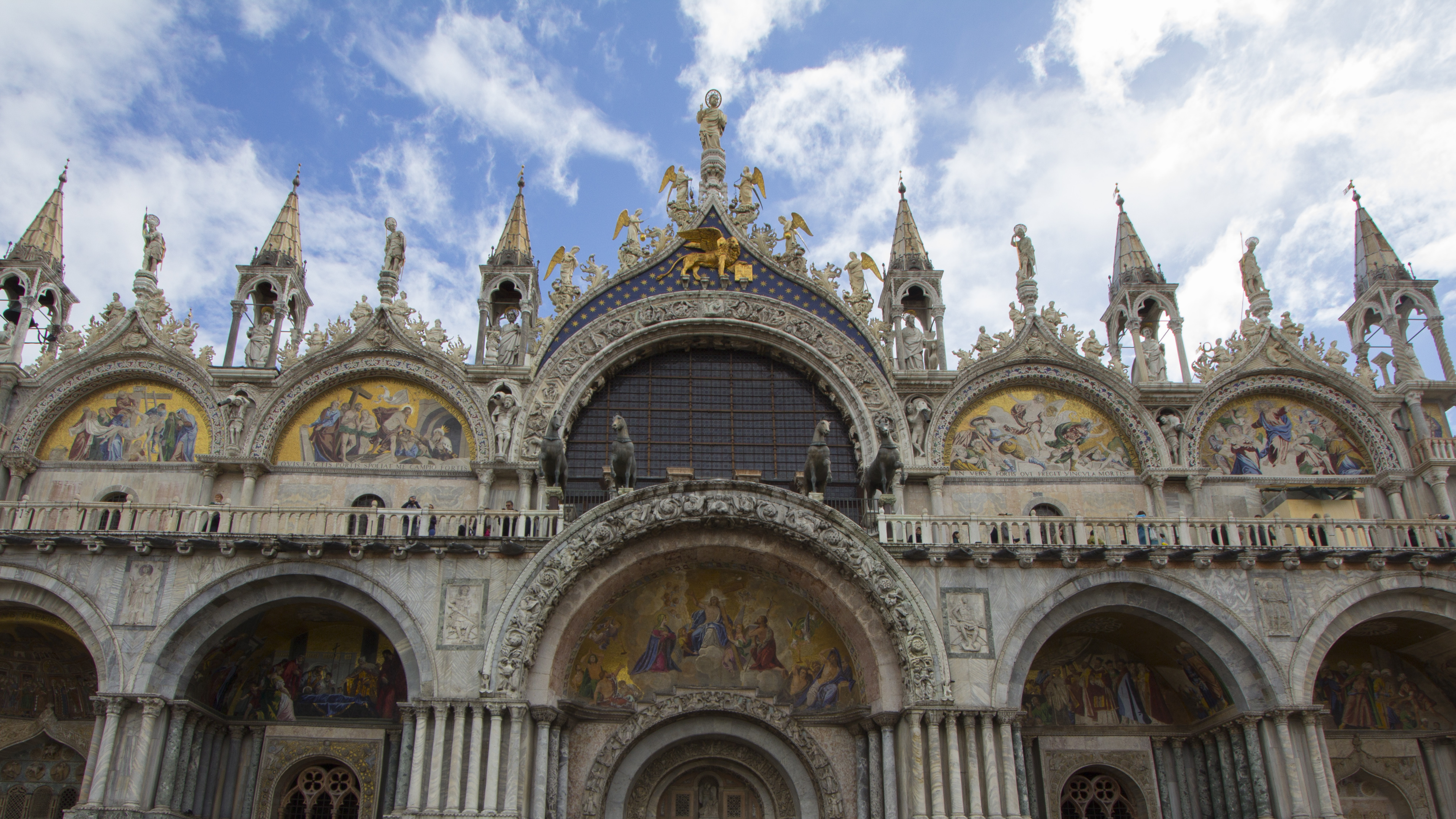
Motius religiosos de la façana occidental

A l'edat mitjana la col·locació d'un símbol de clar origen pagà en un lloc eminent d'una església cristina no era un procés que es dugués a terme de manera automàtica. Si només es tenien en compte com a símbol de la victòria sobre els romans d'Orient, els cavalls s'haguessin pogut ubicar en llocs igualment notoris, com a les places situades a l'oest o al sud de la basílica de Sant Marc. Així doncs, s'havien de trobar bones raons per exhibir-los a la façana de Sant Marc.
A l'edat mitjana una quadriga de cavalls s'interpretava com una metàfora cristiana.
Els motius que adornen la façana occidental de la basílica de Sant Marc, on estan exposats els cavalls, són de caràcter religiós, en contraposició a les façanes d'altres edificis adornades amb motius polítics. Aquest fet pot indicar que els cavalls també tinguessin un significat religiós. A la Bíblia es troben referències que comparen els Quatre Evangelistes amb quatre cavalls que estiren la quadriga del Senyor o Quadriga Domini; a l'edat mitjana aquesta interpretació fou recurrent. L'equiparació dels quatre evangelistes –o els seus evangelis- amb els quatre cavalls d'una quadriga era un recurs efectiu. Demostrava clarament el seu rol paral·lel i coordinat en la difusió del missatge de Crist i ressaltava el vigor i velocitat amb la qual van difondre el seu credo.
La disposició dels cavalls a Sant Marc, amb l'ampli espai entre els dos parells, feia impossible que poguessin representar amb una mica de realisme el que estiressin una quadriga. Just rere el lloc que ocupen els cavalls sembla que hi havia cinc relleus, un representant a Jesucrist i un per a cada evangelista. En el segle xv els relleus es van traslladar a la Porta del Fiori de la mateixa basílica de Sant Marc, per reemplaçar-los per un finestral que permetés l'entrada de llum a la basílica. Així doncs, al marge d'altres significats, la disposició original del conjunt podria representar els Quatre Evangelistes.